# Battaglia di Iwo Jima
La battaglia di Iwo Jima (硫黄島の戦い?, Iōtō no tatakai) si svolse durante la guerra nel Pacifico nell'omonima isola giapponese tra le forze statunitensi al comando dell'ammiraglio Raymond Spruance e le truppe dell'esercito imperiale giapponese al comando del generale Tadamichi Kuribayashi, coadiuvate da reparti della marina guidati dal contrammiraglio Toshinosuke Ichimaru.
Insieme a Okinawa, Iwo Jima rappresentava uno scudo avanzato per le isole metropolitane dell'Impero giapponese che potevano essere coinvolte in uno sbarco degli Alleati: le due posizioni erano perciò presidiate da guarnigioni numerose e bene armate. Anche per gli Stati Uniti, Iwo Jima rivestiva notevole interesse, poiché dagli aeroporti dell'isola sarebbero potute decollare le scorte di caccia ai bombardieri strategici Boeing B-29 Superfortress basati nelle isole Marianne e in Cina, che dal giugno 1944 colpivano le industrie e le infrastrutture giapponesi.
I lavori di fortificazione precedenti lo sbarco avevano trasformato l'isola in una vera e propria fortezza che, nonostante i bombardamenti preliminari effettuati dall'8 dicembre 1944, oppose una strenua resistenza alle unità statunitensi, principalmente del Corpo dei Marine, sbarcate il 19 febbraio sotto lo schermo protettivo di una completa supremazia aeronavale. La feroce battaglia si concluse ufficialmente il 26 marzo 1945 con il quasi totale annientamento della guarnigione giapponese e la perdita di oltre 23 000 uomini fra morti e feriti per gli Stati Uniti (unico episodio della campagna di riconquista del Pacifico in cui gli USA soffrirono più perdite dei giapponesi).

## Situazione generale
Alla fine del 1944 l'Impero giapponese risultava sconfitto su tutti i fronti e si stava preparando a difendere il territorio metropolitano. Tra gennaio e febbraio nel Pacifico centrale le forze dell'ammiraglio Chester Nimitz avevano conquistato le isole Marshall e avevano distrutto la base di Truk nelle Isole Caroline. Altre avanzate erano in corso nelle isole Salomone e in Nuova Guinea mentre in ottobre, dopo la battaglia di Leyte, il generale Douglas MacArthur poté tenere fede alla sua promessa di fare ritorno nelle Filippine. La marina imperiale giapponese, dopo le sconfitte di Midway (giugno 1942), del Mare delle Filippine (giugno 1944) e del Golfo di Leyte (ottobre 1944), era incapace di contrastare la potente marina statunitense dell'ammiraglio Nimitz che garantiva supporto a ogni operazione anfibia del Corpo dei Marine. A ovest l'Impero britannico stava facendo progressi nella campagna della Birmania e aveva allontanato i giapponesi dal confine indiano spingendosi fino al centro del paese.
La perdita delle Marianne nel corso dell'estate del 1944 provocò lo sfondamento della cosiddetta "linea interna di difesa" (comprendente isole Caroline, isole Marianne e isole Ogasawara, formate dalle Isole Bonin e Vulcano) e la caduta del comando della 31ª Armata del tenente generale Hideyoshi Obata nel corso della battaglia di Saipan: il 26 giugno il settore delle Ogasawara fu quindi rilevato e posto alle dirette dipendenze degli alti comandi a Tokyo, ma prima della fine del mese sull'isola di Iwo Jima, nelle Vulcano, fu installato il comando della 109ª Divisione di fanteria del tenente generale Tadamichi Kuribayashi, cui fu affidata la difesa del settore. La sconfitta subita rivestì conseguenze strategiche gravissime per l'Impero nipponico, visto che ora i bombardieri strategici Boeing B-29 Superfortress della Ventesima forza aerea erano capaci di attaccare l'arcipelago giapponese dalle Marianne senza bisogno di tappe intermedie. Iwo Jima, dotata di una stazione radar e trovandosi a metà strada della rotta seguita dalle flotte aeree statunitensi, divenne una sentinella per la difesa antiaerea sulle isole principali, che potevano così avere un preavviso di due ore per prepararsi adeguatamente; inoltre l'isola ospitava due aeroporti (ne era in costruzione anche un terzo) e fungeva da rifugio per le unità navali danneggiate.

## Terreno

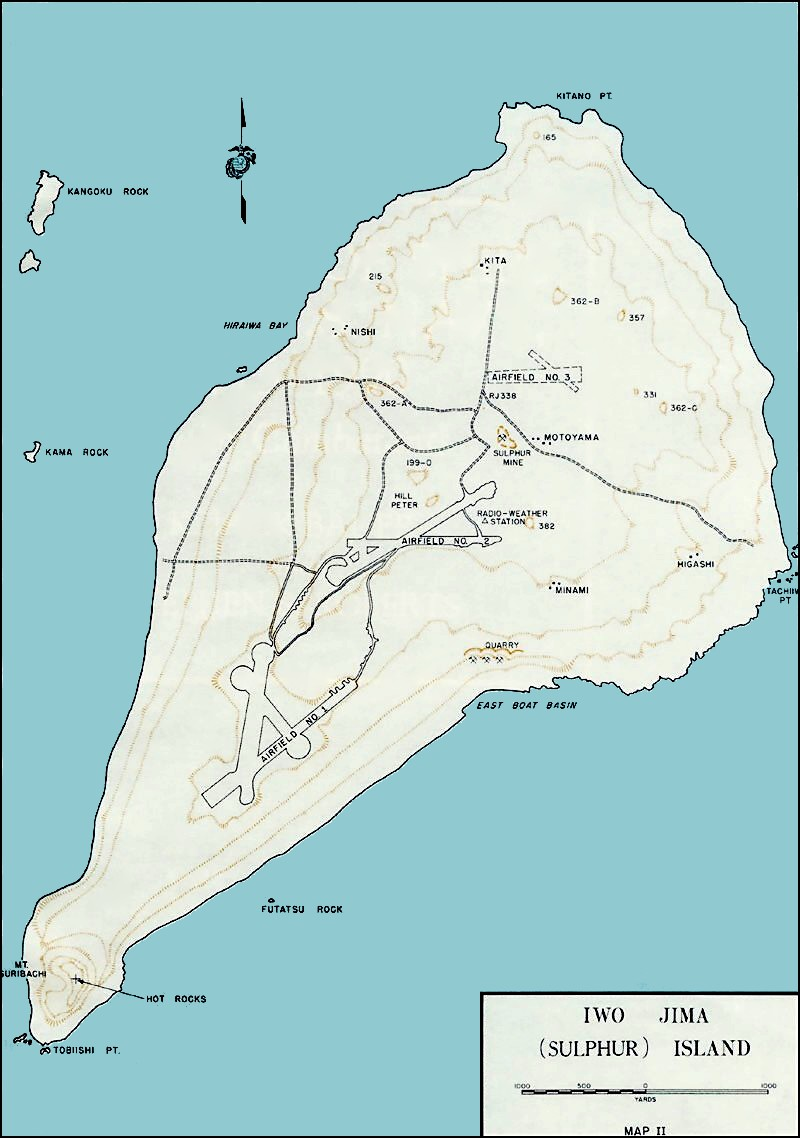
L'isola di Iwo Jima con i tre aeroporti (il terzo in costruzione), la stazione meteorologica e le principali vie di comunicazione

Il nome Iwo Jima rappresenta la pronuncia errata di Iwō-shima («isola dello zolfo» in lingua giapponese): shima è una delle due pronunce dell'ideogramma 島 (isola), ma si è talmente diffusa dopo la guerra che anche i giapponesi ne hanno cambiato la pronuncia in Iwō-jima o Iō-jima secondo una lettura più moderna, come figura in numerosi atlanti. Il nome corretto sarebbe Iwō-tō (più recentemente Iō-tō). È una delle Isole Ogasawara facenti parte del gruppo delle Isole Vulcano, a circa 1 080 chilometri a sud di Tokyo, 1 130 a nord di Guam e a circa mezza strada tra Tokyo e Saipan (24 754°N, 141 290°E). Accidentata, ha una superficie di 20 chilometri quadrati, è lunga 8 chilometri e larga 4. La sua forma richiama quella di una pera, nella cui parte meridionale si erge un vulcano spento, il Suribachi, alto circa 170 metri; la parte centro-settentrionale è occupata dall'altopiano di Motoyama che si eleva a 90 metri circa sul livello del mare. L'isola, il cui asse principale si estende da sud-ovest a nord-est, è ricoperta da una sabbia d'origine vulcanica, nera, polverosa e sottile che ostacola la crescita della vegetazione, composta da pochi alberi e sterpaglie. L'acqua dolce è praticamente inesistente e questo limitò il numero di abitanti a 1 000–1 100 persone circa, ripartite in quattro villaggi.

## Forze in campo

### Stati Uniti
Le forze navali necessarie all'operazione erano riunite nella Task Force 50 (che riuniva tutti i gruppi da combattimento o da supporto alle navi da battaglia della Quinta flotta) che a fine gennaio 1945 era ancorata a Ulithi al comando dell'ammiraglio Raymond Spruance a bordo dell'ammiraglia USS Indianapolis, alla guida dell'intera operazione. La Task Force 50 era suddivisa nei Task Group 50.5 da ricerca e ricognizione con centocinquanta aerei di vario genere; 50.7 per la guerra antisommergibile; 50.8 per il supporto logistico con circa cinquanta navi tra cui sei portaerei di scorta, navi portamunizioni, navi frigorifero, petroliere di squadra e uno schermo antisommergibile con vari cacciatorpediniere; 50.9, chiamato Service Squadron Ten ("Squadrone di servizio Dieci") con circa duecentosessanta navi di tutti i tipi incluse navi cisterna con acqua, navi officina, navi ospedale e navi supporto per i cacciatorpediniere.

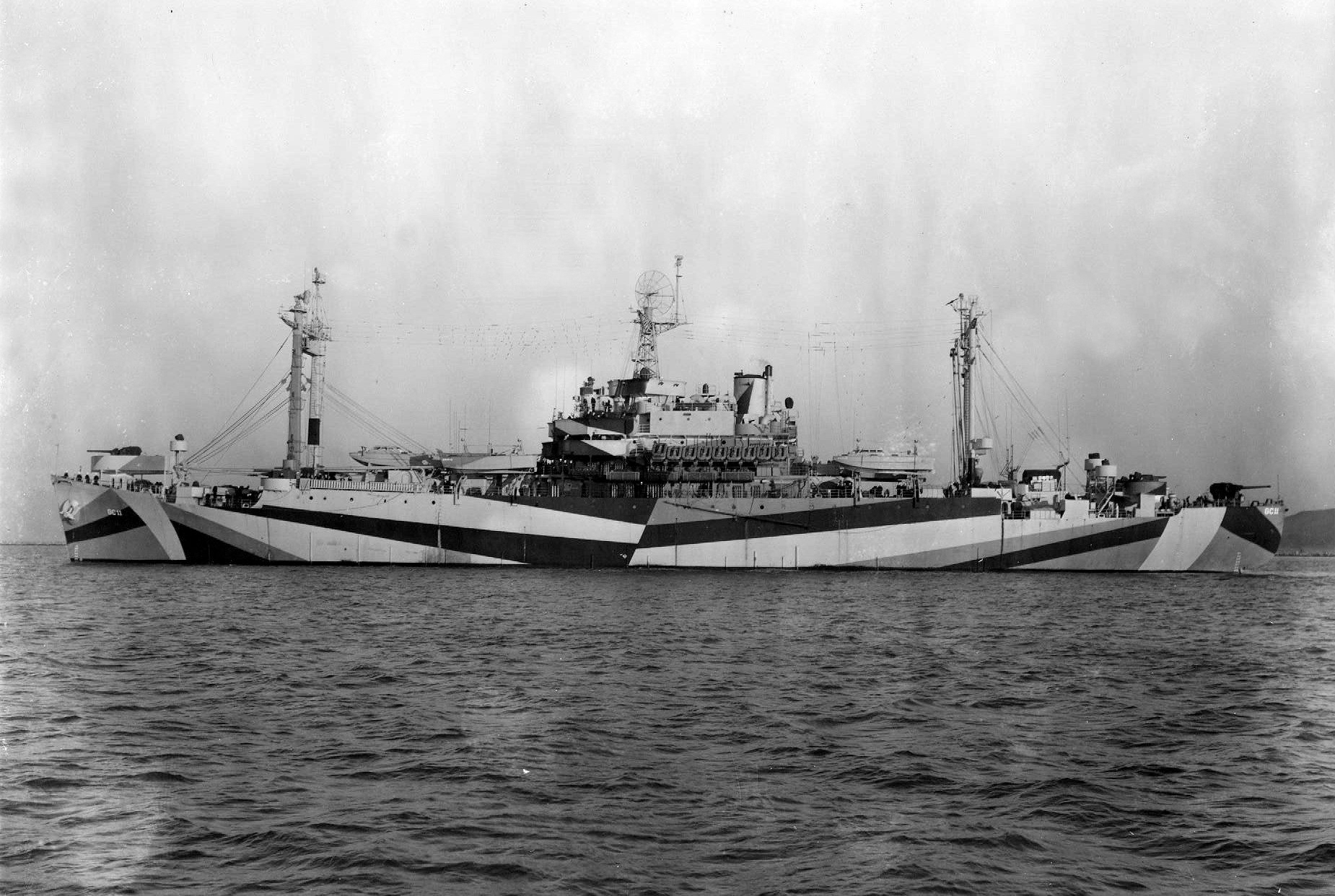
La al cantiere navale di Mare Island, poco prima di diventare la nave comando dell'ammiraglio Turner

La pedina operativa per le operazioni anfibie di Spruance era la Task Force 51 del viceammiraglio Richmond Turner (comandante delle forze anfibie nel Pacifico) forte di 495 navi tra cui 43 trasporti d'attacco, 63 LST, 58 LCI e altri 18 LCI convertiti in cannoniere e rinominati LCS. La nave comando scelta fu la USS Eldorado, un trasporto ristrutturato proprio allo scopo di dirigere le operazioni di una grande forza da sbarco: questo tipo di nave rappresentava un'innovazione, in quanto l'ammiraglio Turner durante la campagna di Guadalcanal era stato imbarcato sul normale trasporto d'attacco USS McCawley.
I 71 245 soldati incaricati dello sbarco e del prosieguo delle operazioni terrestri, in gran parte marine veterani, erano inseriti nella Task Force 56 del tenente generale Holland Smith, costituita dal V Corpo anfibio (Task Group 56.1) del maggior generale Harry Schmidt forte della 3ª, 4ª e 5ª Divisione Marine. Il maggior generale Graves Erskine comandava la 3ª Divisione con i suoi 17 715 soldati inquadrati nel 3º, 9º e 21º Reggimento; la divisione aveva occupato Guam nell'agosto 1944 e venne assegnata al teatro di Iwo Jima con funzioni di riserva, ma il 3º Reggimento rimase sulle navi non partecipando ai combattimenti. Il maggior generale Clifton Cates era a capo dei 18 241 soldati della 4ª Divisione suddivisi nel 23º, 24º e 25º Reggimento; la 5ª Divisione, con i suoi 26º, 27º e 28º Reggimento per un totale di 18 311 unità, era comandata dal maggior generale Keller Rockey. Entrambe le divisioni si trovavano nelle Hawaii ma, mentre la prima era reduce dei combattimenti a Saipan e Tinian, la seconda era fresca e proveniva dagli Stati Uniti. Il 3º, 4º e 5º Battaglione carri erano presenti con sessantasette carri armati medi M4 Sherman.
Il V Corpo era trasportato a bordo delle navi della Task Force 53 (Attack Force) del contrammiraglio Harry Hill. Fu schierata anche la Task Force 52 (Amphibious Support Force) del contrammiraglio William Blandy con otto portaerei di scorta, un gruppo di incursori demolitori, navi LCS portamortaio e lanciarazzi, e la Task Force 54 (Gunfire and Covering Force) del contrammiraglio Bertram Rogers con sei vecchie navi da battaglia e cinque incrociatori pesanti, più uno schermo di cacciatorpediniere.

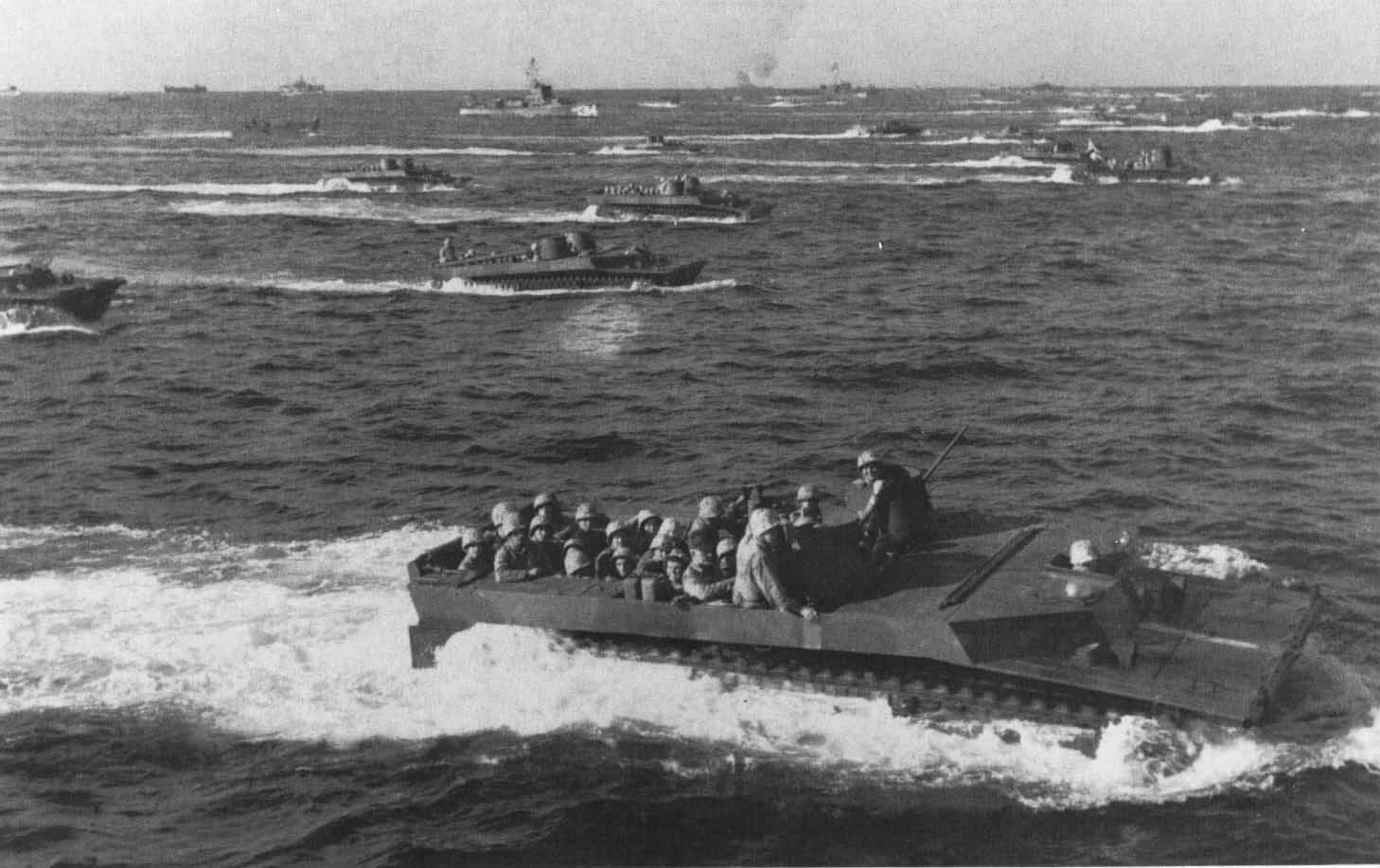
LVT-4 pronto a sbarcare a Iwo Jima

La scorta a distanza fu affidata alla potente Task Force 58 comandata dal viceammiraglio Marc Mitscher, che fu inoltre incaricata di attaccare le coste del Giappone e, in caso necessità, di neutralizzare un possibile attacco della marina imperiale giapponese, che comunque Smith reputava altamente improbabile in base alle informazioni dedotte dalla decrittazione delle comunicazioni nipponiche. Detta Task Force era forte di 7 navi da battaglia, 15 portaerei, 21 incrociatori e 78 cacciatorpediniere, ma secondo una pubblicazione della marina edita nel luglio 1945 le forze in carico alla Task Force 58 erano 1 200 aeroplani, 8 navi da battaglia, 16 portaerei, 17 incrociatori e 81 cacciatorpediniere. Nella zona gravitavano inoltre i bombardieri B-24 della Task Force 93 (tenente generale Millard Harmon) stanziati nelle Marianne e la Task Force 94 (viceammiraglio John Hoover) per il supporto logistico e delle comunicazioni.
Tra i tanti problemi logistici affrontati fu dato rilievo alla fornitura di acqua potabile alle truppe, in quanto l'isola di Iwo Jima era quasi desertica e la poca acqua presente era troppo mineralizzata; pertanto tre cisterne vennero trasformate per il trasporto di acqua con una capacità complessiva di 42 000 000 di galloni (circa 160 000 tonnellate) e venne ordinata la costruzione di due navi distillatrici con una capacità di 450 000 litri al giorno. Inoltre una LST venne modificata in alloggio e mensa galleggiante per servire le navi più piccole come gli LCI e supportare gli equipaggi delle eventuali navi affondate o separati dalle rispettive navi madre. Venne adottata quindi una rigorosa organizzazione che doveva ovviare alle carenze manifestate durante le operazioni anfibie precedenti come la battaglia di Tarawa.

#### I code talker
Anche a Iwo Jima vennero impiegati dei nativi americani Navajo per effettuare le trasmissioni tattiche in codice, detti code talker; questi operatori parlavano la lingua navajo, della quale non esiste una forma scritta e che allo scoppio della seconda guerra mondiale appena trenta persone erano in grado di parlare fluentemente. Prendendo spunto da un'idea di un veterano della prima guerra mondiale, Philip Johnston, lo stato maggiore dei Marine prese atto che un operatore addestrato era in grado di codificare e trasmettere un messaggio di tre righe in venti secondi contro i trenta minuti di una codifica convenzionale: venne aperta una scuola a Camp Pendleton, California, per addestrare i Navajo arruolati. Il maggiore Howard Connor, ufficiale alle comunicazioni della 5ª Divisione Marine, dichiarò che se "non fosse stato per i Navajo, i marine non avrebbero mai preso Iwo Jima": i sei Navajo assegnati al quartier generale della divisione gestirono infatti nei primi due giorni di combattimento, lavorando 24 ore al giorno e senza commettere errori, ottocento messaggi. I giapponesi, che erano riusciti a penetrare i codici della marina e dell'esercito, non furono mai in grado di decriptare le comunicazioni dei Marines.

### Giappone

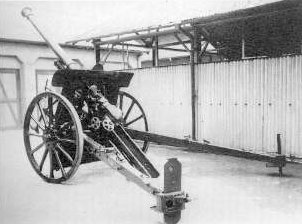
Il cannone campale giapponese Type 90 da 75 mm, introdotto nei primi anni trenta

I rinforzi giapponesi cominciarono ad affluire alla fine di febbraio 1944: cinquecento uomini giunsero dalla base navale di Yokosuka e in marzo ulteriori cinquecento arrivarono dall'isola di Chichi-jima. Nel contempo l'arrivo di altri effettivi dalla madrepatria portò la guarnigione di Iwo Jima a oltrepassare i cinquemila uomini. L'armamento comprendeva 13 pezzi d'artiglieria, 200 mitragliatrici tra pesanti e leggere e 4 652 fucili; l'equipaggiamento pesante includeva cannoni costieri da 120 mm, 12 batterie contraeree e 30 cannoni binati contraerei da 25 mm.
Nel luglio 1944, successivamente alla caduta di Saipan e del comando della 31ª Armata di stanza sull'isola, il 145º Reggimento di fanteria del colonnello Masuo Ikeda (2 400 uomini) in viaggio per le Isole Marianne fu dirottato su Iwo Jima; nel frattempo tra la fine di giugno e agosto la 109ª Divisione di fanteria al comando del generale Tadamichi Kuribayashi (6 900 effettivi) fu trasportata sull'isola e il 145º Reggimento le fu aggregato; poco dopo fu spostata anche la 2ª Brigata mista indipendente del maggior generale Sadasue Senda (5 200 uomini), prima di stanza a Chichi-jima. Nei tre mesi da giugno ad agosto 1944 vennero quindi spostati a Iwo Jima 9 600 uomini, 7 350 dell'esercito e circa 2 300 della marina: questi rinforzi fecero salire gli effettivi della guarnigione a circa 12 700 uomini. Le unità della marina, che aumentarono a poco più di 7 000 uomini, vennero organizzate come "Forza navale terrestre" sotto il comando del contrammiraglio Toshinosuke Ichimaru, equipaggiate come unità di fanteria e addestrate al combattimento terrestre. Nominalmente non esisteva un comando superiore ed esercito e marina imperiali erano chiamati a cooperare lealmente, ma comunque i tre comandi presenti (Forza navale terrestre, 2ª Brigata, 109ª Divisione) operavano in autonomia; sull'isola erano presenti anche il 252º e 901º Gruppo aereo e la 2ª Unità aerea indipendente dell'esercito, operanti da quella che era definita Unità di base aerea n. 52.

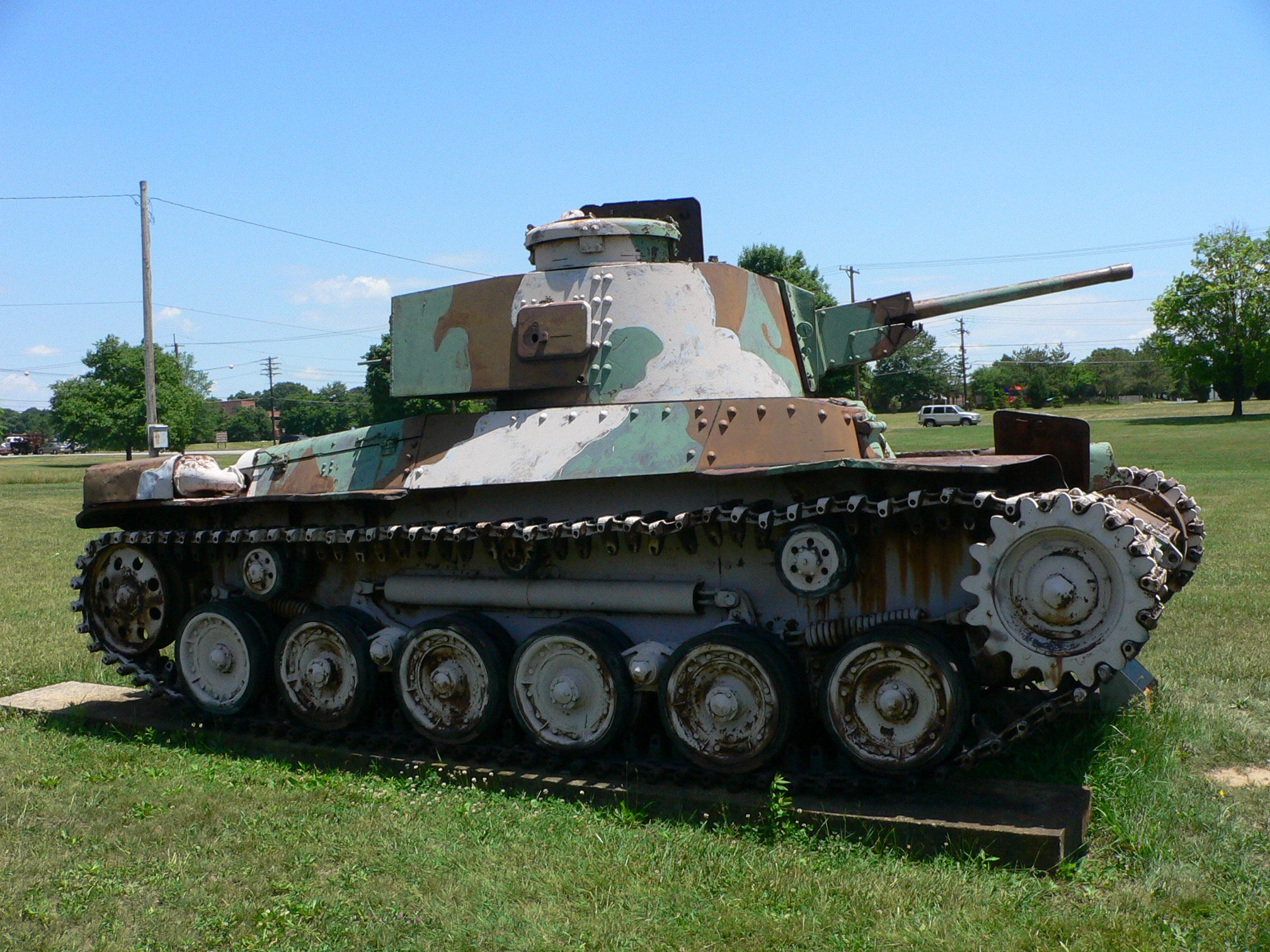
La versione modificata del carro armato medio giapponese Type 97 Chi-Ha, dotata di un cannone da 47 mm

Malgrado l'affondamento di numerose navi da parte dei sommergibili e delle forze aeree statunitensi, consistenti quantità di materiali giunsero a destinazione durante l'estate e l'autunno 1944. Alla fine dell'anno, il generale Kuribayashi disponeva di 46 pezzi d'artiglieria da 75 mm o di calibro superiore (compresi dodici mortai da 320 mm), di 65 mortai medi da 150 mm e leggeri da 81 mm, di 30 cannoni navali da 80 mm o di calibro superiore e di 94 cannoni antiaerei da 75 mm o di calibro superiore; erano inoltre presenti più di 200 cannoni antiaerei da 20 e da 25 mm e 69 controcarro da 37 e 47 mm. Su Iwo Jima era stata anche installata una serie di apparecchi lanciarazzi da 203 mm derivati da proiettili navali, modificati per accogliere il razzo propulsore: l'ordigno pesava circa 90 chili e aveva gittata compresa tra i 2 e i 3 chilometri; l'arma veniva spostata mediante un carretto in ferro con due ruote. Erano presenti anche altri lanciarazzi con proiettili da 63 chili che probabilmente equipaggiarono tre compagnie di artiglieri.
Al generale Kuribayashi fu assegnato il 26º Reggimento carri del tenente colonnello barone Takeichi Nishi: l'unità, forte di seicento uomini e ventotto carri armati, era stata destinata nell'aprile 1944 a Saipan ma, raggiunta Pusan in Corea, sull'isola infuriava ormai la battaglia e quindi venne riassegnata a Iwo Jima. Trasportato in Giappone, il reggimento salpò da Yokohama il 14 luglio a bordo della nave Nisshu Maru, eccetto una compagnia e tredici carri lasciati indietro. Il convoglio con il quale viaggiava fu però attaccato il 18 luglio al largo di Chichi-jima e la Nisshu Maru fu silurata e affondata, perdendo tutti i mezzi; il personale fu invece in gran parte salvato. In agosto quarantasei membri del reggimento tornarono a prendere in consegna in Giappone i rimpiazzi (ventidue tra carri medi Type 97 Chi-Ha e leggeri Type 95 Ha-Go) ma cause rimaste ignote ne ritardarono la partenza fino al 18 dicembre; il 23, quando erano appena tornati sull'isola, un bombardamento navale distrusse tre carri armati. Dapprima il tenente colonnello Nishi pensò di utilizzare i rimanenti diciannove corazzati come reparto itinerante, da impegnare nei punti cruciali del combattimento, ma il terreno accidentato di Iwo Jima lo convinse a far sotterrare i carri armati fino a lasciare fuori solo la torretta; in ogni caso Kuribayashi insistette sulla necessità di addestrare il reggimento anche a contrattacchi, non ritenendo di voler effettuare una difesa completamente statica.
Al 19 febbraio 1945, giorno dello sbarco, le fonti stimano gli effettivi giapponesi tra i 20 530 e i 21 060, un numero comunque superiore a quello prospettato all'epoca dall'intelligence statunitense, pari a circa 13 000.

## Piani operativi

### Stati Uniti
In campo statunitense, dopo la grande vittoria navale presso le Marianne e la conquista delle principali posizioni giapponesi nell'area, si erano sviluppate aspre discussioni tra il generale Douglas MacArthur, comandante del teatro sud-occidentale del Pacifico, e l'ammiraglio Ernest King, capo di stato maggiore della United States Navy: il generale insisteva per attaccare le Filippine e conquistare Formosa, usando l'isola come base per sbarcare successivamente in Cina in appoggio a Chiang Kai-shek. L'ammiraglio King sosteneva invece che ogni sforzo andava dirottato alla conquista di una o più posizioni nelle Isole Ogasawara, preferibilmente Iwo Jima a causa dei suoi aeroporti (quelli nelle Marianne erano ancora in costruzione) e della sua posizione geografica; spiegò inoltre nel corso di una conferenza che nel teatro del Pacifico non vi erano sufficienti effettivi per invadere Formosa e sbarcare poi in Cina. Questo punto di vista fu condiviso dall'ammiraglio Chester Nimitz, comandante in capo della flotta del Pacifico, che consigliò la conquista di Iwo Jima adducendo tre ragioni:
- la conquista delle Ogasawara e più in particolare del gruppo delle isole Vulcano era imperativa per agevolare e rendere più efficaci i bombardamenti del territorio metropolitano giapponese (operazione Scavanger) condotti dal XXI Comando bombardieri del generale Henry Arnold: i B-29 che partivano dalle Marianne non erano scortati da caccia, in quanto nessun modello disponibile aveva un'autonomia pari a quella dei bombardieri, che dovevano così percorrere 5 560 chilometri a una quota di 8 500 metri per sfuggire alla caccia e alla contraerea giapponesi. Il volo durava sedici ore e il conseguente consumo di carburante impediva alle formazioni di B-29 di eseguire accurate operazioni di puntamento e lanci precisi; sulla rotta del ritorno, caccia giapponesi decollavano per colpire i bombardieri causando ulteriori perdite. Le estenuanti missioni finivano così con il provocare un notevole affaticamento degli equipaggi[36];
- i radar posti sull'isola di Iwo Jima, la più grande del gruppo, fornivano un allarme precoce che avvisava la contraerea sul continente, che aveva tutto il tempo di organizzare una difesa coordinata. La conquista di Iwo Jima avrebbe eliminato tali problemi: la durata delle incursioni dei B-29 si sarebbe ridotta di quasi la metà per i reparti basati sull'isola, ogni incursione sarebbe stata accompagnata da flottiglie di caccia North American P-51 Mustang e si sarebbe avuto un posto sicuro dove far atterrare i velivoli danneggiati di ritorno alle basi nelle Marianne[36];
- i piani della marina, che prevedevano comunque la conquista delle isole Ryūkyū per invadere il Giappone, potevano essere inficiati dalla presenza nelle Vulcano di numerose forze giapponesi che avrebbero messo in pericolo le future linee di comunicazione.

È sintomatico notare che fin dalla metà del giugno 1944, durante le operazioni nelle Marianne, diversi ufficiali statunitensi avevano caldeggiato lo sbarco sull'isola, allora dotata di scarse difese: le risorse disponibili non furono però distolte dalla campagna in corso o furono concesse al generale MacArthur, che avanzava in Nuova Guinea con obiettivo ultimo la liberazione delle Filippine. Quando a fine agosto il generale Schmidt iniziò uno studio preliminare, dichiarò che l'operazione di conquista era ardua, ma il trascinarsi dei combattimenti nelle Filippine, la cui invasione era iniziata il 20 ottobre, causarono un disinteresse per l'attacco a Iwo Jima.

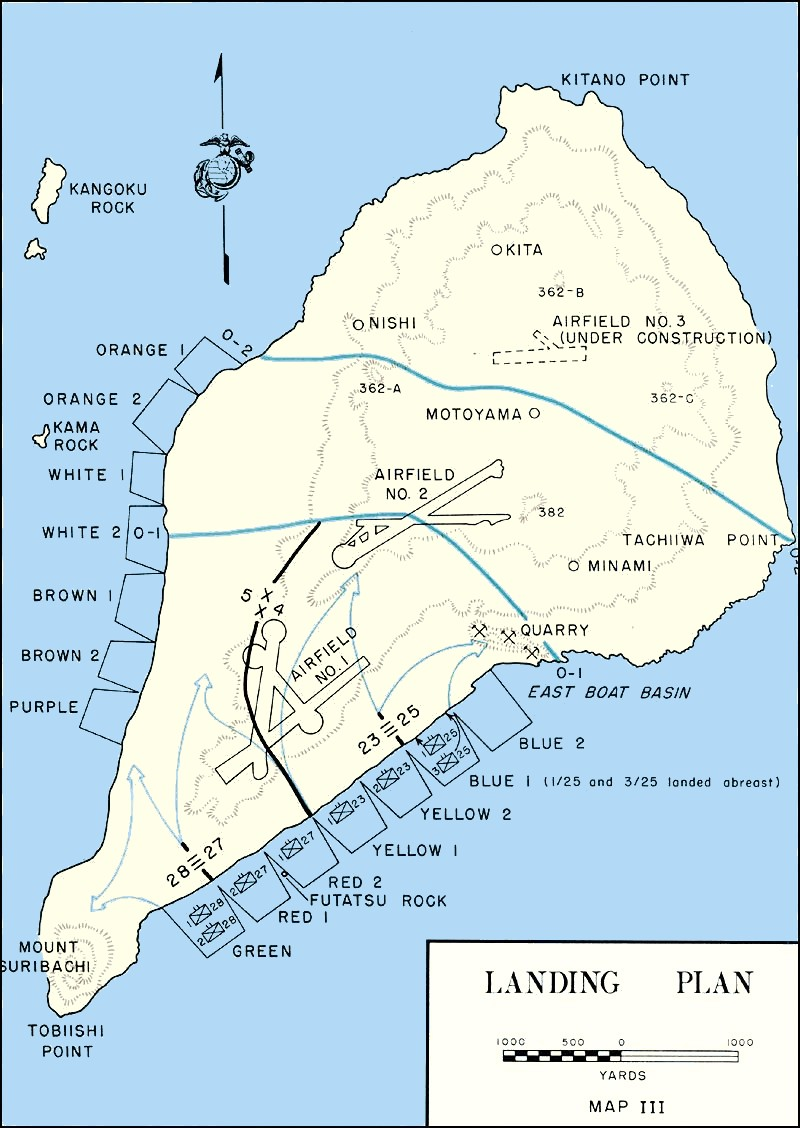
Le sette spiagge da sbarco definite dal piano operativo statunitense: da sinistra verso destra Green, Red 1, Red 2, Yellow 1, Yellow 2, Blue 1 e Blue 2. Sul lato occidentale sono visibili le zone da usarsi per un eventuale secondo attacco dal mare, scartate perché il moto ondoso del mare era troppo forte

Il 3 ottobre 1944 lo Stato maggiore congiunto diramò a Nimitz l'ordine di occupare Iwo Jima, denominata in codice "Rockcrusher". L'ammiraglio e il suo stato maggiore (composto, tra gli altri, dagli stessi Turner, Smith e Spruance), stabilitisi a Guam per essere più vicini al futuro teatro d'operazioni, vi si applicarono dal 7 ottobre ed elaborarono l'operazione Detachment ("distacco"), stabilita inizialmente per il 20 gennaio 1945, poi rinviata al 3 febbraio e infine al 19 febbraio. L'intera operazione era illustrata nel piano operazioni di Turner lungo 435 pagine e denominato A25-44, cui vennero aggiunte altre cinquanta pagine di correzioni. Lo scopo principale era di mantenere una costante pressione militare sul Giappone e di estendere il controllo statunitense sul Pacifico occidentale. Tre obiettivi specifici contemplati dal piano d'attacco erano la riduzione della forza aeronavale nipponica, la distruzione delle forze terrestri sulle Isole Ogasawara e la presa di Iwo Jima, che doveva essere dotata di una base aerea per la scorta dei bombardieri.
L'operazione di sbarco era relativamente semplice: i marine avrebbero dovuto prendere piede nella striscia di spiaggia lunga circa 3 chilometri che andava dal monte Suribachi al punto noto come "East Boat Basin", nella porzione sud-orientale dell'isola. All'ora prefissata di inizio (in gergo militare "ora H") 68 veicoli anfibi del tipo LVT dovevano raggiungere la spiaggia nella prima ondata, seguiti da altri 83 nella seconda e da un numero variabile dalla terza alla quinta ondata; nella sesta ondata gli LCM e gli LCVP sarebbero approdati sulle spiagge definite in codice "rosse" e "verdi". Gli LVT sarebbero poi avanzati verso l'interno, fino a raggiungere il primo terrapieno oltre il livello dell'alta marea; giunti qui avrebbero quindi utilizzato i loro obici da 75 mm e le mitragliatrici per impegnare il più possibile la difesa giapponese e permettere alle successive ondate di marine (otto battaglioni di fanteria) di approdare facilmente e senza eccessive perdite: i reparti erano caricati su 482 cingolati LVT a loro volta trasportati dagli LST. Ai vari reparti venne affidato uno dei sette settori in cui era stata divisa la spiaggia, lunghi ognuno 914 metri e chiamati in codice con un colore e un numero: da sinistra verso destra Green (1 e 2/28), Red 1 (2/27), Red 2 (1/27), Yellow 1 (1/23), Yellow 2 (2/23), Blue 1 (1 e 3/25) e Blue 2, quest'ultimo in realtà trascurato a causa della sua posizione troppo esposta ai cannoni posizionati nelle cave dominanti l'East Boat Basin.
Presa la spiaggia, il 28º Reggimento si sarebbe diretto verso il Suribachi e la parte opposta della costa, mentre alla sua destra il 27º Reggimento avrebbe attraversato l'isola muovendo verso nord, affiancato a destra dal 23º Reggimento che, una volta preso possesso dell'aeroporto n. 1, avrebbe proseguito verso l'interno conquistando anche l'aeroporto n. 2. All'estrema destra dello schieramento statunitense il 25º Reggimento aveva il gravoso compito di neutralizzare le postazioni giapponesi che dall'alto dominavano l'East Boat Basin.

### Giappone

#### Il piano di difesa
I primi provvedimenti presi dal generale Kuribayashi furono tesi a riorganizzare l'antiquato sistema difensivo dell'isola che aveva trovato al suo arrivo. Dopo aver evacuato a fine luglio la popolazione civile, in quanto avrebbe comportato un inutile spreco di viveri, cominciò a elaborare i primi piani difensivi assieme al contrammiraglio Toshinosuke Ichimaru, giunto il 10 agosto: il generale e il suo stato maggiore, memori delle battaglie passate, sapevano che né rifugi di superficie, né casematte sulle spiagge potevano resistere a lungo a un intenso cannoneggiamento; decisero di fissare il fulcro della difesa attorno al monte Suribachi e sull'altopiano di Motoyama, lasciando poche forze sulla costa e tenendo il grosso della guarnigione pronto per ricacciare in mare gli attaccanti, colpiti dal fuoco d'infilata. Gli ufficiali della marina si opposero a tale tattica, volendo invece fortificare pesantemente le spiagge prospicienti l'aeroporto n. 1 e combattere lì gli statunitensi; dopo alcune discussioni, ad agosto Kuribayashi permise alla marina di realizzare tali difese e distaccò un battaglione per presidiarle.
Entro il gennaio 1945 il generale aveva adottato il piano definitivo: volendo sfruttare al massimo la conformazione del terreno e le ristrette dimensioni dell'isola, Kuribayashi vietò i grandi contrattacchi alla testa di ponte, le vane cariche banzai e le ritirate; la guarnigione doveva asserragliarsi nelle opere di difesa, infliggere il massimo delle perdite e morire sul posto. Organizzò quindi due linee fortificate. La prima era orientata secondo un asse nord-ovest - sud-est: dalle scogliere sulla costa settentrionale, correva a sud includendo l'aeroporto n. 2, poi piegava a est attraverso il villaggio di Minami e terminava nell'area accidentata detta East Boat Basin, a destra delle spiagge da sbarco; era formata da cinture di casematte e bunker in grado di coprirsi a vicenda, traeva vantaggio dal terreno ed era coadiuvata da una parte dei carri, interrati e mimetizzati. La seconda iniziava alcune centinaia di metri prima di Punta Kitano a nord, attraversava l'incompiuto aeroporto n. 3 e il villaggio di Motoyama, piegando infine a sud tra Punta Tachiiwa e l'East Boat Basin; questa linea conteneva poche fortificazioni artificiali poiché i giapponesi sfruttarono intelligentemente l'aspra natura del terreno. Infine fece del monte Suribachi un settore difensivo semindipendente, assegnato al 312º Battaglione fanteria: l'istmo sarebbe stato difeso dal fuoco incrociato proveniente dall'altopiano a nord e dalle armi installate nel vulcano, tra le quali apparati lanciarazzi. Si preoccupò anche di addestrare le truppe a lanciare contrattacchi locali (anche con carri armati) coordinati con l'artiglieria.
Il 1º dicembre il generale emanò una serie di ordini operativi a tutte le unità che imponevano di collaudare entro l'11 febbraio 1945 la praticità delle fortificazioni esistenti e di migliorarle, se necessario, moltiplicando gli ostacoli anticarro (fossi, terrazzamenti, ostruzioni), rinforzando le trincee di fuga e collegamento, creando trincee "di attesa" da sfruttare in combattimento ravvicinato e per la fuga, edificando opere difensive a protezione degli acquartieramenti; gli ordini puntualizzavano che oltre la metà del tempo a disposizione doveva comunque essere dedicata a frequenti esercitazioni.

#### Fortificazioni e gallerie

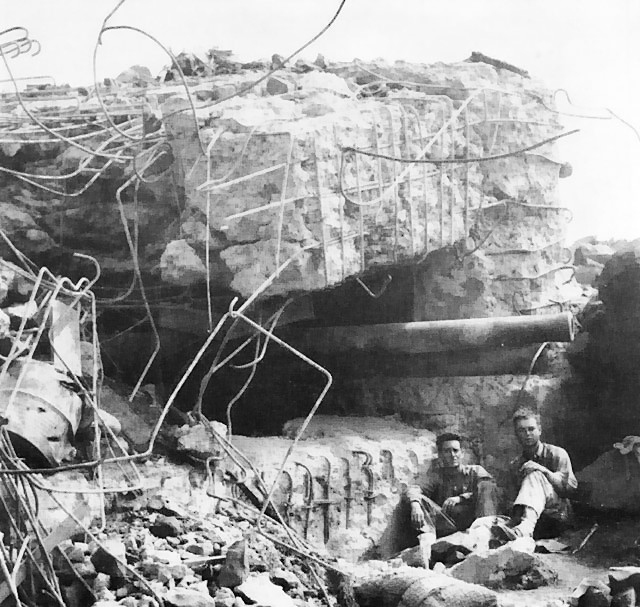
Una casamatta armata con un cannone da 120 mm, messo fuori uso prima dello sbarco

In ottemperanza al piano, il generale Kuribayashi ordinò che si scavasse una rete di elaborati tunnel che fungessero da collegamento tra i principali fortilizi e da ricovero per le truppe durante gli inevitabili attacchi aerei preparatori. A tal proposito furono inviati sull'isola degli ingegneri minerari per verificare la fattibilità del piano e nel caso progettare il sistema di gallerie: vista la friabilità della roccia vulcanica si procedette rapidamente allo scavo.
Il 25% della guarnigione fu distaccato a scavare chilometri di gallerie disposte su vari livelli: permettevano la comunicazione tra le caverne naturali con quelle scavate dai giapponesi, affiancate da diverse camere sotterranee in grado di contenere anche 300–400 persone. Per evitare che il personale rimanesse intrappolato sottoterra, tutte le opere furono dotate di accessi multipli, scale e passaggi comunicanti, alcuni a fondo cieco per eventuali intrusi; gli ingressi che davano alla superficie furono scavati in modo da ridurre gli effetti delle esplosioni nelle vicinanze; una particolare cura fu dedicata alla ventilazione, poiché in molte delle opere sotterranee erano presenti esalazioni di zolfo. I tunnel più profondi si trovavano 23 metri sotto la superficie e molti avevano anche l'illuminazione elettrica o a olio. In contemporanea fu varato l'ambizioso progetto di creare un enorme tunnel che collegasse tutte le varie camere e grotte, per un totale di 38 chilometri, ma al momento dello sbarco solo una porzione di 5 chilometri era stata completata. Il personale giapponese impegnato profuse il massimo sforzo: oltre al pesante lavoro fisico, gli uomini erano esposti a temperature di 30–50 °C così come ai vapori di zolfo, che li obbligavano a indossare maschere antigas; in molti casi un lavoratore doveva essere sostituito dopo solo cinque o sette minuti.

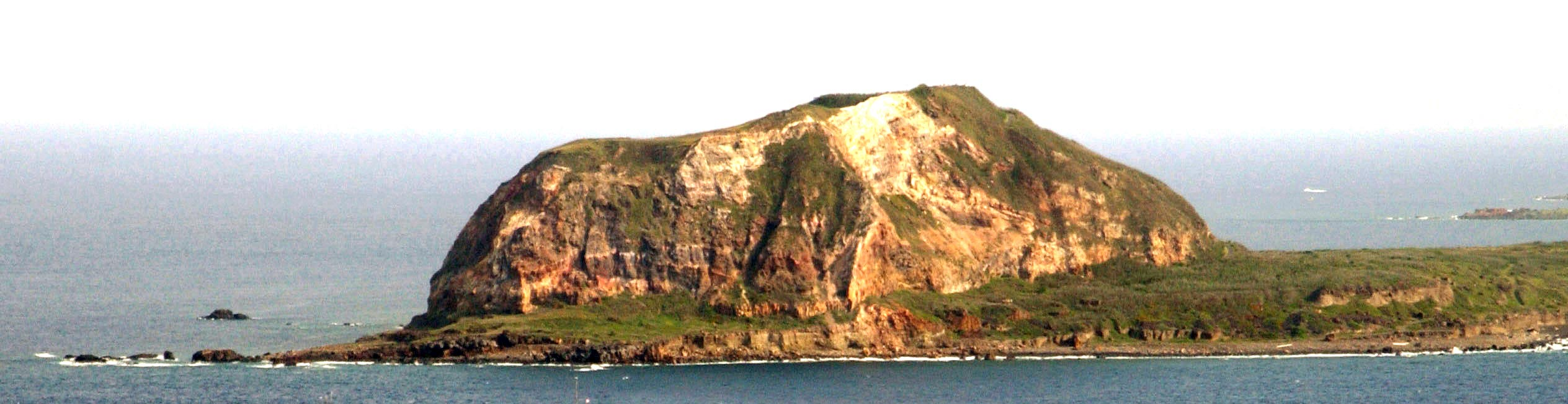
Il monte Suribachi, la più importante formazione rocciosa dell'isola, era uno dei punti chiave della difesa giapponese

Allo stesso tempo i 1 233 membri del 204º Battaglione navale da costruzione lavorarono alle fortificazioni in superficie, per le quali si sfruttò la cenere vulcanica, presente in abbondanza sull'isola, mista a calcestruzzo. I lavori iniziarono nell'ottobre 1944: furono edificate centinaia di casematte, fortini e postazioni blindate interrate a mezzo, comunicanti mediante la rete di tunnel e capaci di coprirsi a vicenda per tutta la lunghezza dell'isola; molte posizioni erano protette da tre metri di cemento armato ed erano quindi in grado di resistere anche a cannoni navali di grosso calibro. Davanti alle postazioni vennero elevate ulteriori protezioni con mucchi di sabbia vulcanica di circa 15 metri di altezza, che lasciavano a ogni installazione uno stretto campo di tiro (l'efficacia del tiro incrociato non fu comunque diminuita proprio grazie al numero complessivo delle opere fortificate). Particolare attenzione venne dedicata ai campi di aviazione per poter contrastare efficacemente eventuali aviosbarchi, provvedendo inoltre a circondarli con fossati anticarro. Furono infine disseminate migliaia di mine e tutti i sentieri furono posti sotto il tiro incrociato di cannoni anticarro. Le fortificazioni di Iwo Jima erano la più alta espressione delle tecniche giapponesi in fatto di difesa statica: la loro efficienza, riconosciuta anche degli esperti statunitensi che visitarono il luogo, non ebbe eguali in nessun'altra posizione insulare che sostenne uno sbarco durante la guerra. I lavori furono rallentati dalla necessità di riparare i danni inferti agli aeroporti dai raid aerei, una circostanza che inficiava inoltre le sessioni d'addestramento; tuttavia, essendo le piste fondamentali per ricevere rifornimenti e munizioni (le rotte marittime erano troppo soggette alla minaccia aerea e dei sommergibili), tali interventi furono demandati a una parte importante della guarnigione.
Più a sud, sulla collina 382, i giapponesi eressero una stazione radio e meteorologica. Nelle vicinanze, su un punto elevato a sud-est della stazione, un enorme fortino fungeva da quartier generale per il colonnello Chosaku Kaidō, comandante dell'artiglieria. Il principale centro di comunicazione con il Gran quartier generale imperiale fu installato appena a sud del villaggio di Kita: era una grande casamatta in cemento armato, con mura spesse 15 metri e soffitto di 30 metri, a protezione di una camera lunga 50 metri e larga 20; servita da un tunnel lungo 150 metri scavato a più di 20 metri di profondità, ospitava circa venti radio con un operatore ogni due o tre apparecchi. Il generale Kuribayashi fece inoltre preparare un posto di comando secondario per sé e per lo stato maggiore della "Forza navale terrestre" a circa 450 metri a nord-est di Kita.

## Svolgimento della battaglia

### Il bombardamento

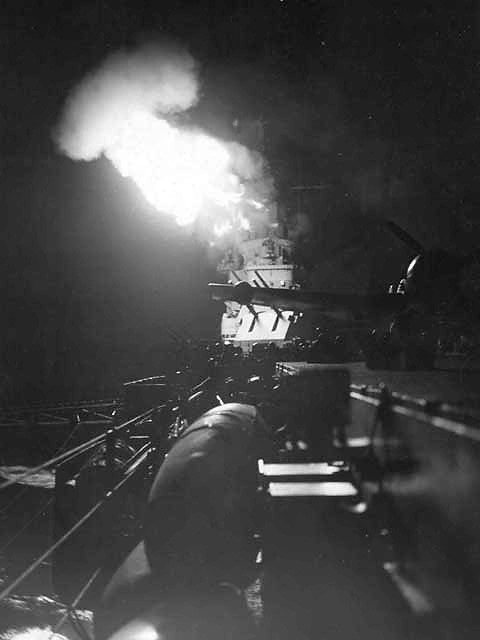
Uno dei bombardamenti navali contro Iwo Jima

Il 24 giugno 1944 il viceammiraglio Joseph J. Clark condusse autonomamente un raid aereo sull'isola, che riteneva un possibile punto d'appoggio per Saipan, sulla quale si stava combattendo: l'attacco distrusse sessantasei velivoli e danneggiò gli aeroporti. A partire dal mese di agosto i B-24 della 7ª Forza aerea cominciarono regolari attacchi che furono affiancati da voli di ricognizione, da caccia e da rapide incursioni notturne; dall'8 dicembre la 7ª Forza aerea intraprese il programma di bombardamento preliminare lanciando quotidiani attacchi sulle Isole Vulcano e in particolare su Iwo Jima, che durò fino al 18 febbraio 1945 per un totale di settantaquattro giorni (solo l'8 dicembre furono sganciate più di 800 tonnellate di bombe su Iwo Jima). Tra l'inizio di dicembre e la fine di gennaio 1945 altre incursioni furono condotte dai bombardieri North American B-25 Mitchell dello squadrone VMB-625 dei Marine, che si accanì contro il traffico navale giapponese attivo nelle ore notturne: l'unità rivendicò ventitré affondamenti. Dal 31 gennaio la 7ª Forza aerea eseguì in media trentadue sortite al giorno esclusivamente su Iwo Jima con la priorità di distruggere gli aeroporti, seguiti dalle casematte armate di cannoni e dalle difese fisse. Questa imponente preparazione fu nel complesso poco efficace: i B-24 operarono da alta quota a scapito della precisione, mentre il traffico marittimo non fu del tutto impedito. Le massicce incursioni indussero i giapponesi a scavare passaggi e fortificazioni ancora più in profondità e le opere difensive rimasero per lo più intatte.
Il piano originale relativo al bombardamento navale prevedeva l'intervento di una divisione di incrociatori a partire dall'11 febbraio 1945, coadiuvati dal 16 da sette vecchie corazzate e da altri sei incrociatori. Il generale Schmidt, insoddisfatto, richiese dieci giorni di cannoneggiamento eseguito da una divisione di incrociatori e tre corazzate: riteneva tale preparazione vitale per infliggere gravi danni alle solide difese giapponesi, ma gli ammiragli Turner e Spruance respinsero sia questo, sia altri appelli di Schmidt. La marina concesse tre giorni di bombardamento pre-sbarco, perché l'ammiraglio Turner ritenne vi fossero "limitazioni sulla disponibilità delle navi, difficoltà di rimpiazzo delle munizioni e la perdita della sorpresa". Il 24 novembre il generale Schmidt reinoltrò la richiesta di un ulteriore giorno di bombardamento che venne approvata da Turner ma rigettata dall'ammiraglio Spruance. Inoltre a pochi giorni dal D-Day, le corazzate USS Washington e USS North Carolina, moderne navi armate con una batteria principale da 406 mm, vennero ritirate dall'operazione e aggregate alla Task Force 58 diretta in Giappone per un'incursione su Tokyo.

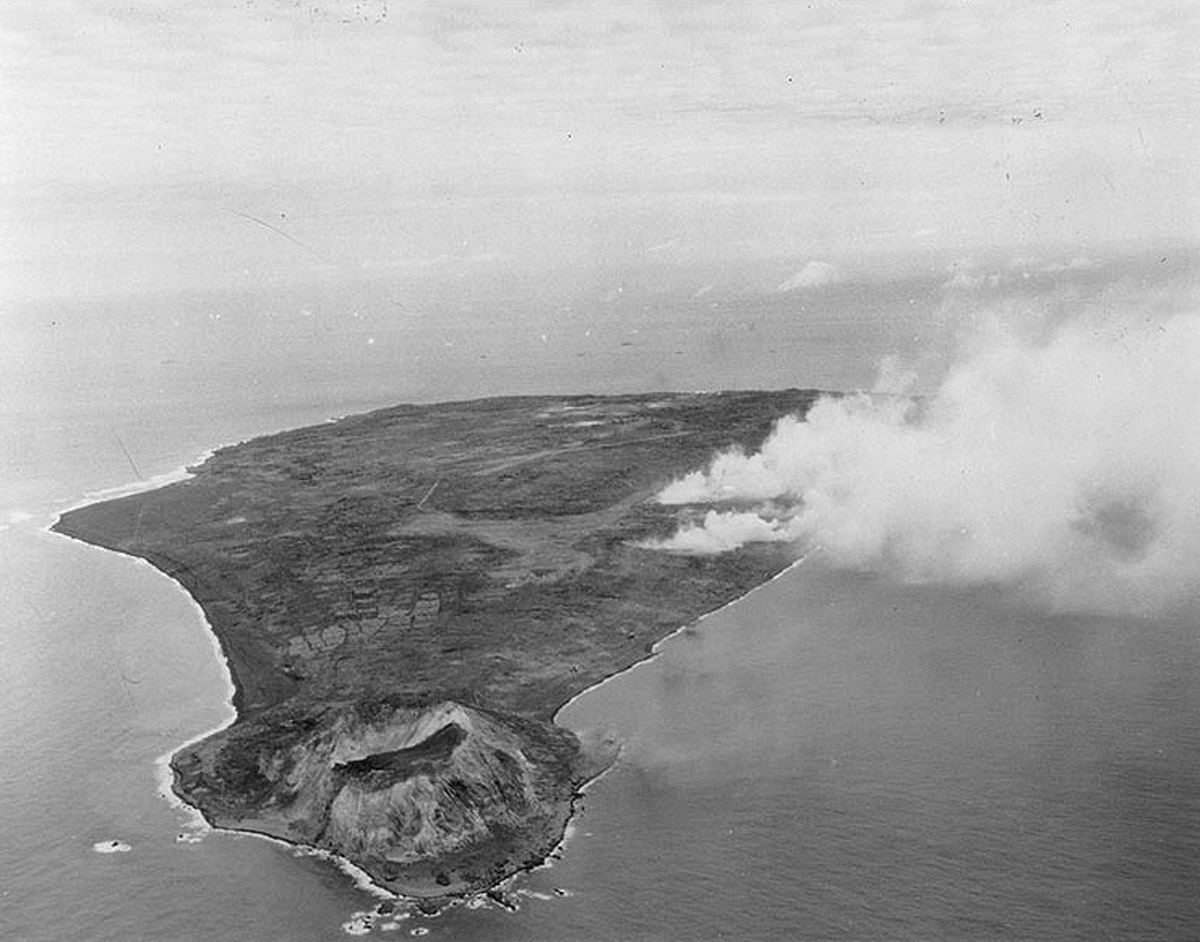
Gli effetti del bombardamento fotografati da un velivolo della portaerei di scorta il 17 febbraio. Si possono apprezzare anche le dimensioni complessive dell'isola, col Suribachi in primo piano in basso.

A partire dal 16 febbraio 1945 la Task Force 52 fu incaricata del bombardamento, ma il primo giorno fu deludente e inconclusivo a causa del maltempo. Il 17 febbraio (Dog Minus Two - "giorno dello sbarco meno due") una flottiglia di dodici LCI, convertite in cannoniere con l'aggiunta di mortai, razziere e cannoni da 40 e 20 mm, iniziò a battere le posizioni a terra da una distanza di circa 900 metri. Appena sparata la salva di razzi, i battelli vennero presi sotto il fuoco di batterie ben nascoste tra le pendici del Suribachi e undici vennero colpiti: l'LCI-474 affondò, due vennero immobilizzati (LCI-441 e 473), cinque furono colpiti gravemente allo scafo e all'armamento (LCI-438, 449, 457, 466 e 471) e due altri (LCI-450 e 469), sebbene riparabili, furono del pari messi fuori combattimento; due subirono lievi danni e solo l'LCI-348 rimase indenne. Tra gli equipaggi si contarono centosettanta tra morti e feriti. Il cacciatorpediniere USS Leutze, accorso per aiutare gli LCI, fu anch'esso preso di mira ed ebbe sette morti a bordo. Le batterie vennero ridotte al silenzio dai tiri della vecchia corazzata USS Nevada (le corazzate antiquate venivano usate per il bombardamento navale e le nuove come scorta ai gruppi da battaglia delle portaerei), che arrivò a brevissima distanza dalla costa per meglio concentrare il fuoco. Poco prima anche l'incrociatore pesante USS Pensacola e la vecchia corazzata USS Tennessee erano stati colpiti: l'incrociatore ebbe la centrale operativa di combattimento distrutta e il vicecomandante ucciso insieme ad altri sedici membri dell'equipaggio, mentre la corazzata registrò solo lievi danni. Secondo quanto sottolineato dal rapporto del comandante della Task Force 52 contrammiraglio Blandy, «alla fine del secondo giorno di bombardamento, era evidente dai resoconti del fuoco e dalle fotografie che era stata conseguita una distruzione relativamente limitata».
Nel frattempo le acque dell'isola vennero bonificate dalle mine e squadre di demolitori subacquei vennero sbarcate da unità leggere per minare le ostruzioni costiere; durante queste operazioni, il 17 febbraio, la squadra UDT-15 sbarcata dal cacciatorpediniere di scorta USS Blessman fu presa sotto il fuoco delle mitragliatrici giapponesi, con un morto tra gli incursori. Il 18 febbraio il Blessman e il cacciatorpediniere USS Gamble furono colpiti da aerei nipponici: il Blessman ebbe 42 morti e 29 feriti e il Gamble 5 morti e 9 feriti. Il terzo giorno di fuoco la nebbia e la pioggia limitarono notevolmente il lavoro degli artiglieri. Schmidt si lamentò: "Abbiamo avuto solo circa tredici ore di supporto di fuoco durante le trentaquattro ore di luce diurna disponibile".
Nel corso del bombardamento vennero impiegate 14 250 tonnellate di munizioni, il 30% in più delle 10 965 tonnellate utilizzate contro l'isola di Saipan; il rapporto tra i diversi consumi aumenta quando si considera che Iwo Jima si estende per soli 21 chilometri quadrati, oltre cinque volte meno di Saipan. Ciononostante l'ammiraglio Turner riconobbe nel suo rapporto che, per quanto fosse stato fatto un grande tentativo di distruggere tutti i cannoni giapponesi, l'obiettivo non era stato raggiunto a causa del gran numero di pezzi e in particolare per la solidità delle fortificazioni. Oltretutto i lavori sull'isola furono solo rallentati, sì che alle 450 installazioni difensive individuate prima del bombardamento se ne aggiunsero altre trecento, localizzate tre giorni prima dello sbarco.

### Lo sbarco

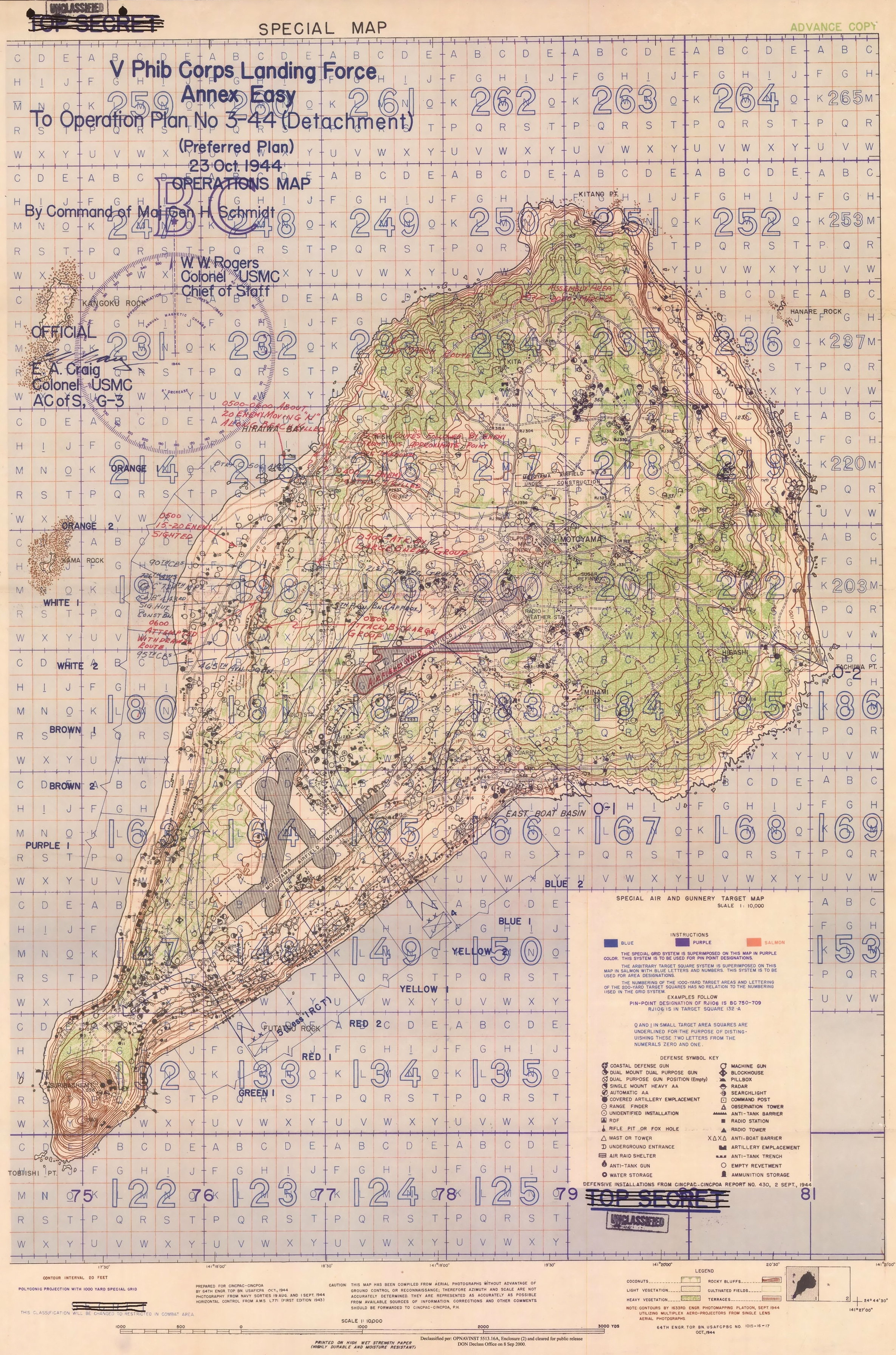
Mappa tattica a uso del V Corpo Anfibio. I quadrati e quadratini numerati servono a fornire rapidamente le coordinate all'artiglieria o all'aviazione; sono stati anche tracciati i previsti movimenti delle truppe.

Il 5 febbraio 1945 gli operatori radio sull'isola comunicarono al generale Kuribayashi che i segnali in codice dei velivoli statunitensi avevano subito un cambiamento inquietante. I sommergibili giapponesi avevano rilevato movimenti in entrata e uscita dalle Marianne e dall'atollo di Ulithi dall'inizio alla metà di febbraio 1945; il 13 febbraio un velivolo di ricognizione della marina giapponese riferì di centosettanta navi statunitensi in navigazione verso nord-ovest, provenienti da Saipan. Secondo un'altra fonte tuttavia gli statunitensi lasciarono Saipan solamente il 15 febbraio, dopo due rinvii dovuti alla mancanza di navi da trasporto, dirottate sulle Filippine. In ogni caso tutte le truppe giapponesi sulle Isole Ogasawara furono poste in stato d'allerta.
La mattina del 16 febbraio la forza di protezione ravvicinata, la Task Force 54 dell'ammiraglio Rogers, si presentò dinanzi Iwo Jima ed eseguì un primo bombardamento dell'isola: nel corso dell'operazione a ogni nave dotata di cannoni pesanti fu assegnata una specifica area da cannoneggiare per massimizzare gli effetti del tiro. Nella notte tra il 18 e il 19 febbraio giunse (assieme all'Indianapolis con a bordo l'ammiraglio Spruance) la Task Force 58 dell'ammiraglio Mitscher reduce da un'incursione sul Giappone avvenuta il 16 e 17 febbraio: oltre a fornire copertura aerea, alle 02:00 del 19 febbraio i cannoni delle corazzate North Carolina e Washington e degli incrociatori leggeri Birmingham e Biloxi aprirono all'unisono il fuoco su Iwo Jima. Iniziava la parte anfibia dell'operazione, cui erano state assegnate oltre ottocento navi di tutti i tipi, molte delle quali con meno di sei mesi di vita: ad esempio dei trasporti d'attacco che avevano a bordo la 4ª e 5ª Divisione, solo uno non era alla sua prima missione. Sotto la copertura delle Task Force 54 e 58 e dei velivoli decollati dalle portaerei, alle 08:59 il primo marine mise piede sull'isola; allo sbarco presenziava anche il Segretario alla marina statunitense James Vincent Forrestal, imbarcato sulla nave comando del generale Smith, la Eldorado.

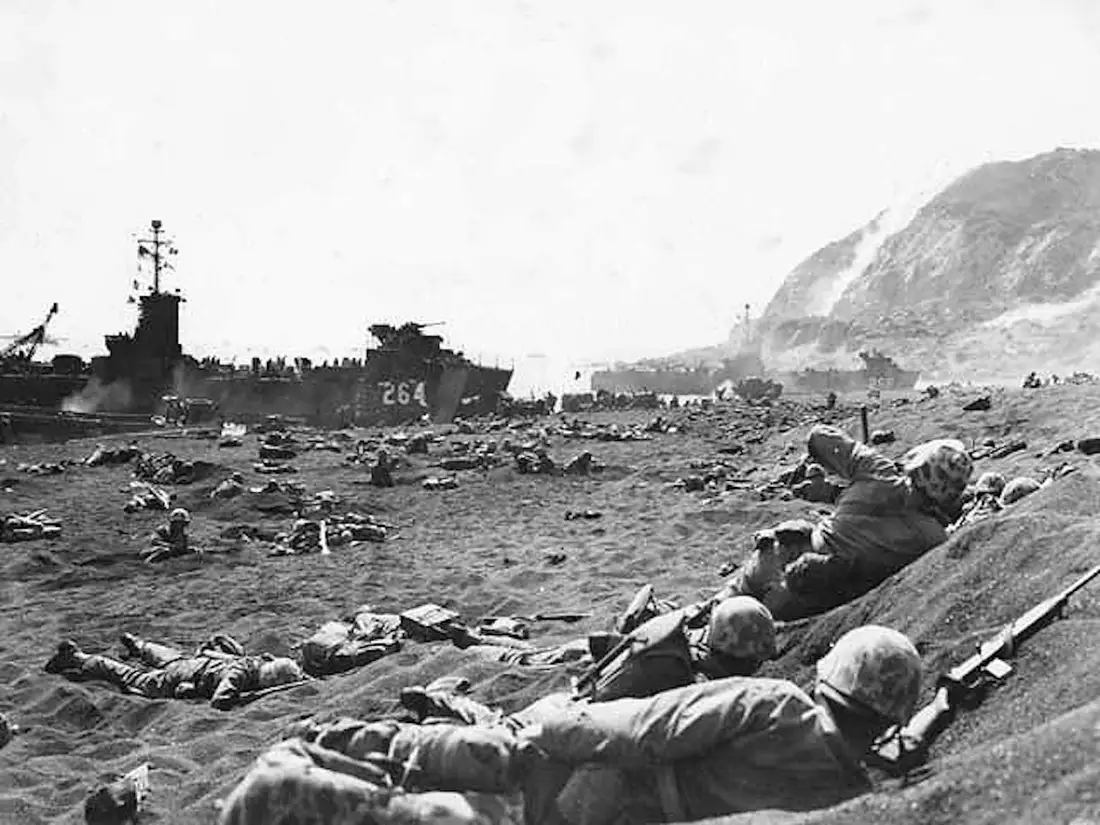
I marine sulla spiaggia vulcanica durante lo sbarco

La prima ondata sbarcò e si attestò sulla spiaggia senza ostacolo da parte dei difensori, per ordine espresso del generale Kuribayashi. Tuttavia la cenere vulcanica, che ricopriva il terreno appena dietro le spiagge, costituì una difficoltà imprevista e rallentò parecchio gli statunitensi: la pendenza in uscita dalla spiaggia era dai 40° ai 45° e i mezzi, anche gli LVTP cingolati, affondavano e neppure i bulldozer riuscirono a spostare i trattori anfibi insabbiati; le truppe che sbarcavano sprofondavano fino oltre le caviglie e anche diversi carri armati rimasero immobilizzati nella cenere. In mare la situazione era del pari difficile: la forte risacca gettava i mezzi da sbarco più piccoli sulla spiaggia, facendoli intraversare e provocando loro danni che spesso non erano riparabili; presto i natanti avariati e ammassati sulla battigia complicarono lo sbarco e causarono a loro volta danni alle eliche e alle carene degli anfibi che seguivano. A terra, frattanto, venne posata una cinquantina di metri di grelle carrabili (il Marsden o Marston matting, dal nome della città dove venne prodotto inizialmente) che permisero l'uscita da una spiaggia, poi arrivarono altri mezzi in grado di posarne altre e presto 13 chilometri di strade temporanee permisero di spostarsi nell'interno. Verso le 10:00 l'accumulo di uomini e mezzi arenatisi sulla spiaggia persuase il generale Kuribayashi a dare l'ordine di aprire il fuoco; la simultanea reazione della guarnigione provocò notevoli perdite sia tra i marine sia tra gli equipaggi dei mezzi da sbarco, presi sotto tiro da parte di cannoni, mitragliatrici e mortai fino ad allora rimasti silenziosi posizionati dal Suribachi all'East Boat Basin.

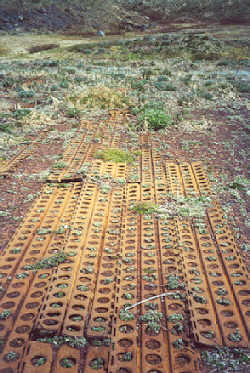
Sezioni di Marsden matting, utilizzati durante la seconda guerra mondiale

All'estrema sinistra dello schieramento statunitense, nella Green Beach, la cenere vulcanica lasciava il posto alle rocce e alle pietre del Suribachi, dando modo al 28º Reggimento del colonnello Harry B. Liversedge di avanzare per isolare il vulcano, dove lo attendevano i 2 000 soldati nipponici del colonnello Kanehiko Atsuchi. Nella corsa per raggiungere la costa ovest di Iwo Jima il 1/28 incontrò la tenace resistenza del 312º Battaglione indipendente di fanteria annidato in bunker e casematte, che tuttavia non riuscì a impedire ai marine di isolare il Suribachi verso le 10:35; le posizioni vennero consolidate entro sera con l'aiuto di alcuni carri armati. Il 27º e 23º Reggimento invece, sbarcati nelle spiagge "rosse" e "gialle", incontrarono maggiori difficoltà e inizialmente non riuscirono a compiere grandi progressi ma, complice il fondamentale aiuto dei Seabees (i genieri della marina), verso le 11:30 furono in grado di raggiungere il perimetro meridionale dell'aeroporto n. 1, senza tuttavia riuscire ad andare oltre a causa della feroce opposizione giapponese. Contemporaneamente, nella Blue Beach 1 il 25º Reggimento del colonnello John Lanigan iniziò una manovra su due fronti inviando il 1º Battaglione verso l'interno e il 3º verso nord-est, ad assaltare e scalare le cave che dominavano l'East Boat Basin. Qui i giapponesi opposero una resistenza fanatica: dei novecento soldati sbarcati alle 09:00, dopo le 14:00 ne rimanevano in grado di combattere circa centocinquanta. L'appoggio di alcuni carri armati e l'intervento di un bulldozer permisero ai marine di superare la spiaggia, ma vennero fermati da un campo minato posizionato nelle vicinanze.
Entro sera erano sbarcati 30 000 marine, schierati in una linea che andava dalla base del Suribachi alle estremità meridionali dell'aeroporto n. 1, finendo ai piedi delle cave. Non era stata raggiunta la linea "O-1" prevista nei piani, un obiettivo oggettivamente irrealistico. I marine passarono la notte nelle posizioni occupate sotto uno sporadico fuoco d'artiglieria, mentre i mezzi da sbarco facevano la spola verso le spiagge scaricando rifornimenti e imbarcando i feriti. Il primo giorno di battaglia era costato oltre 600 morti e circa 1 900 feriti, oltre alla distruzione di buona parte dei carri armati sbarcati; la maggior parte delle perdite era stata sofferta dalla 4ª Divisione, con una media del 35% tra i propri reparti. Tuttavia era stata stabilita una testa di ponte profonda 1 000 metri e larga 4 000, dove presto sarebbero arrivati altri 40 000 soldati della forza da sbarco.

### D+1–D+5

#### 20 febbraio

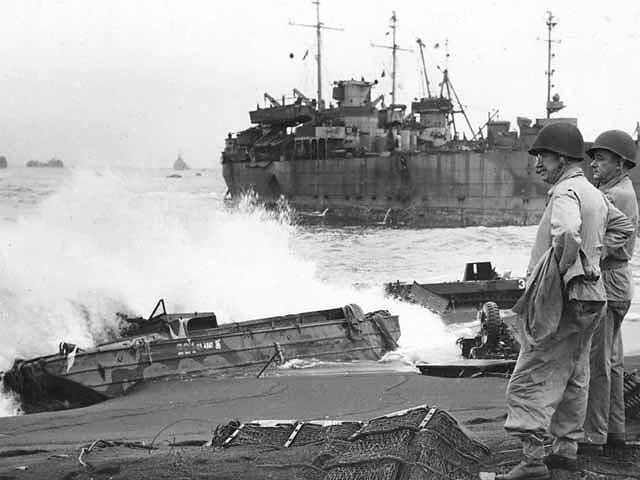
Il generale Smith, soprannominato Howling Mad ("ululante pazzo") dai suoi uomini, guarda insieme al suo capo di stato maggiore (a destra) i relitti nella risacca che ostacolano i rifornimenti

Alle 08:00 del mattino, mentre l'intero 28º Reggimento si preparava ad attaccare il Suribachi, i battaglioni 1/26, 3/27, 3/23, 2/24, 1/25, 2/25, e 3/25 (con aggregate due compagnie del 1/24) disposti da sinistra verso destra si misero in movimento verso gli aeroporti e il resto del dispositivo di difesa su una linea di spinta perpendicolare al nord-est; l'obiettivo era la linea "O-1" che divideva a metà l'aeroporto n. 2 secondo un asse nord-est. Un compito difficile toccava alle unità poste inizialmente a ovest, il 27º Reggimento della 5ª Divisione più il 1/26, che era sbarcato sulle spiagge "rosse" e doveva ruotare verso est, avanzando in terreno aperto sotto il fuoco; il reggimento poteva godere dell'appoggio dei carri Sherman del 5º Battaglione carri, e avanzò di 700 metri, anzi il 1/26 che era avanzato ulteriormente trovandosi in parte con i fianchi scoperti dovette indietreggiare di oltre 150 metri per la notte. Per le 12:00 quasi tutto l'aeroporto n. 1 era in mano statunitense. Anche le posizioni giapponesi nelle cave stavano iniziando a cedere, tempestate dai colpi della corazzata Washington che avevano fatto crollare molte gallerie. I marine procedettero verso l'aeroporto n. 2, difeso da una quantità di bunker interrati sotto una sabbia soffice che fermava i colpi e in modo da fare sporgere solo le armi: le installazioni potevano spesso essere distrutte solo da un colpo diretto e di grosso calibro. I primi due giorni di assalto all'aeroporto furono i più costosi in termini di perdite dell'intera operazione, tanto che il generale Smith fece preparare il 21º Reggimento della 3ª Divisione, fino ad allora tenuto in riserva sulle navi. Il mare mosso e la spiaggia congestionata, tuttavia, impedirono al reggimento di sbarcare e dopo sei ore di attesa gli uomini tornarono a bordo delle navi.
L'appoggio di artiglieria fu fornito esclusivamente dalle navi e dal 13º Reggimento artiglieria della 5ª Divisione, in quanto il 14º Reggimento artiglieria della 4ª Divisione, che aveva iniziato ad approdare alle 10:12 sulle spiagge Yellow 1 e Red 2, mise in batteria i pezzi del 3º Battaglione solo alle 17:18; il 4/14 perse metà dei suoi quattordici obici da 105 mm, andati distrutti sui sette DUKW che, partiti dalla LST-1032 alle 15:11, erano finiti sotto il fuoco giapponese. I sette pezzi rimanenti giunsero sulla spiaggia Yellow 1 alle 22:30, dove altri due DUKW furono colpiti, e solo più tardi gli obici superstiti vennero messi in posizione di tiro. Il 14º reggimento di artiglieria collaborò quindi con la fanteria per respingere un contrattacco notturno, sotto il fuoco delle navi e la luce dei razzi illuminanti.
Durante la giornata si svolse anche l'avanzata verso il monte Suribachi, che fu combattuta palmo a palmo. Il fuoco dei cannoni era inefficace contro i giapponesi, nascosti nei numerosi bunker e fortini collegati dalla rete di cunicoli, quindi per stanare i difensori vennero usati lanciafiamme, granate e cariche da demolizione impiegate dal genio. Molti tra i carri statunitensi sbarcati vennero immobilizzati dai difensori (nel D+1 ne vennero persi trenta in totale), ma contribuirono al fuoco di copertura delle ondate di marine che avanzavano; tra essi, la versione Sherman M4A3R3 dotata di lanciafiamme presente in otto o nove esemplari, si rivelò assai utile e distrusse parecchi fortini. Nel corso dei feroci combattimenti diverse navi si avvicinarono fino a 200–300 metri alla costa per concentrare il fuoco, senza tuttavia ottenere apparenti risultati. Alla fine della giornata l'avanzata era stata di appena 200 metri.

#### 21 febbraio

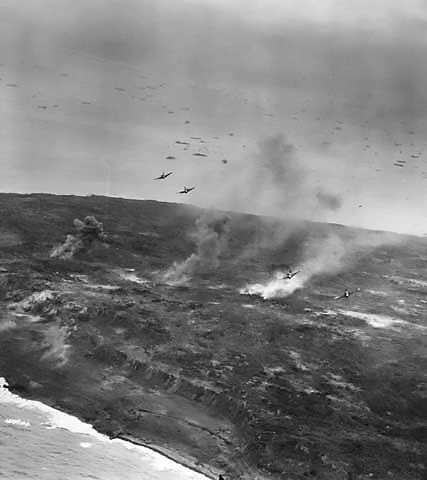
Caccia Grumman F6F Hellcat martellano le postazioni giapponesi

Alle 09:00 del 21 febbraio le portaerei di squadra USS Enterprise, USS Saratoga, USS Lexington e USS Hancock, che avevano operato nel Task Group 58.5 durante il raid del 16–17 febbraio sul Giappone, arrivarono nei pressi dell'isola per sostenere i marine sbarcati: la Saratoga venne distaccata a proteggere le portaerei di scorta (dette jeep). Tutte le portaerei lanciarono pattuglie aeree di combattimento per intercettare eventuali attacchi giapponesi e anche velivoli antisommergibili; tuttavia intorno alle 16:30 circa venticinque aerei nipponici passarono tra le maglie degli intercettori, scambiati per amici. La scorta della Saratoga, resasi conto dell'abbaglio, si gettò sui giapponesi e alle 16:50 abbatté due Mitsubishi A6M "Zero"; nove minuti dopo altri sei sbucarono d'improvviso dalle nuvole basse e si buttarono sulla nave, che fu investita da tre bombe e quattro kamikaze. Alle 18:42 cinque altri apparecchi tentarono di finirla: quattro furono abbattuti ma l'ultimo sfuggì al tiro contraereo, centrò con la bomba il ponte di volo e si gettò sulla portaerei, rimbalzando sulla fiancata. La Saratoga dovette essere ritirata con 123 tra morti e dispersi, 192 feriti e gravissime devastazioni.
Più o meno alla stessa ora la portaerei di scorta USS Bismarck Sea venne colpita da due kamikaze e l'incendio generato raggiunse il deposito di siluri: la nave saltò in aria e dovette essere abbandonata dopo venti minuti; affondò dopo tre ore assieme a tutti gli aerei e 218 morti per alcune fonti, 119 morti e 99 feriti secondo altre. Un'altra portaerei di scorta, la USS Lunga Point fu presa di mira da quattro aerosiluranti, uno dei quali dopo aver lanciato il siluro tentò di schiantarsi sulla nave, sfiorando l'isola e strisciando sul ponte di volo prima di finire in mare; nel corso dell'attacco anche la nave da sbarco LST-477 venne lievemente danneggiata mentre il posamine USS Keokuk ebbe 19 morti e parte della batteria antiaerea da 20 mm di destra distrutta. Le portaerei misero in aria le pattuglie aeree notturne ma non si verificò nessun altro attacco.

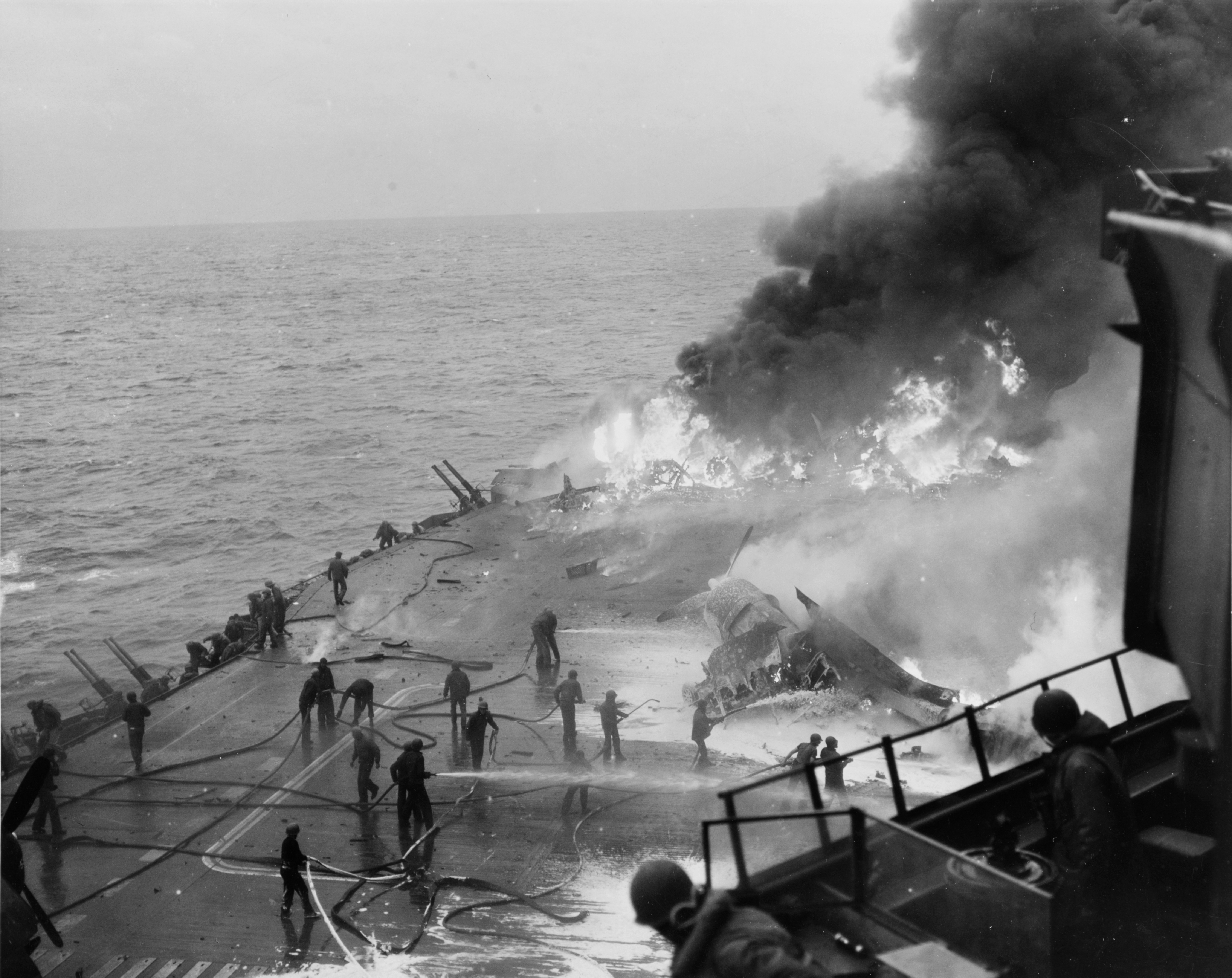
La Saratoga in fiamme durante gli attacchi aerei kamikaze del 21 febbraio

A terra il 21 febbraio fu caratterizzato dalla lenta e sanguinosa progressione del 28º Reggimento attraverso la fascia di opere fortificate ai piedi del Suribachi, profonda 700 metri: gli scontri furono di grande violenza e nonostante l'intervento dei cannoni navali e di gruppi aerei la resistenza giapponese non sembrò risentirne; i combattimenti vennero inoltre resi ancor più confusi da una fitta e continua pioggia. Soltanto alle 18:00 circa la base del monte fu raggiunta da alcuni elementi del reggimento, che alla data lamentava il 75% delle perdite. La notte fu punteggiata da tentativi d'infiltrazione giapponesi, soprattutto sull'ala destra del reggimento, e da brutali scontri corpo a corpo trascinatisi fino alle prime luci dell'alba. Più a nord, supportati dall'aviazione e dai carri armati, il 26º, 27º e 23º Reggimento raggiunsero infine la linea "O-1" nella costa occidentale, mentre a est, sulle cave, i progressi furono ancora minimi.

#### 22 febbraio
All'alba le pesanti perdite avevano seriamente intaccato la capacità operativa dei reggimenti sbarcati; per contro, la resistenza giapponese non dava alcun segno di cedimento nonostante l'avanzata statunitense, che comunque era in alcuni punti ben lontana (rispetto alle ridotte dimensioni dell'isola) dalla linea "O-1"; le truppe non dormivano da tre notti e si cibavano esclusivamente di razioni K, integrate a volte da razioni C (a base di cibo precotto) non riscaldate e poca acqua. Alle 05:00 il 21º Reggimento sbarcò a rilevare l'esausto 23º, che andò a costituire una riserva a nord-est dell'aeroporto n. 1, mentre il 26º Reggimento aveva già rilevato il 27°. Le condizioni meteorologiche rimasero pessime e la pioggia battente complicò l'inoltro di uomini e rifornimenti. Senza i carri, impantanati nel fango, e i cannoni della marina, resi inefficaci dal maltempo, i fanti del 28º Reggimento non migliorarono le prestazioni dei giorni precedenti e il Suribachi rimase ancora in mano giapponese, tuttavia i marine riuscirono a isolarlo completamente e si poté constatare una certa diminuzione del volume di fuoco; alcuni ufficiali intravidero con i binocoli soldati nipponici suicidarsi sull'orlo del cratere.
Lungo il fronte dell'altopiano di Motoyama i giapponesi poterono avvantaggiarsi di precisi tiri precalcolati e l'avanzata non fu uniforme, facendo trovare alcuni reparti con i fianchi scoperti: il 26º Reggimento era avanzato di circa 400 metri ma dovette fermarsi per attendere i reparti alle ali. Per contro il 21º Reggimento, nonostante un nutrito supporto di fuoco, incontrò una tale e accanita resistenza che in alcuni punti era avanzato di soli 50 metri. Alle 17:00 gli venne ordinato di fermarsi e prendere posizione per la notte, aspettando un probabile contrattacco operato dal 145º Reggimento di fanteria giapponese. In precedenza, il 3/25 aveva dovuto fronteggiare una carica di circa duecento giapponesi usciti dalle postazioni sotto il fuoco dei razzi, stroncandola con varie mitragliatrici ben piazzate. Altre cariche di minore entità vennero rintuzzate dal 2/25, che ebbe a soffrire perdite a causa del tiro preparatorio dei mortai nipponici.
Il mare agitato e la montante risacca resero sempre più difficile, se non impossibile, sbarcare mezzi o evacuare feriti (in tre giorni di battaglia la 4ª e 5ª Divisione Marine avevano totalizzato rispettivamente 2 517 e 2 057 tra morti e feriti); l'equipaggio dello LST 807 scelse volontariamente di rimanere sulla spiaggia per agire da nave ospedale e durante la notte medici e infermiere curarono oltre duecento feriti con sole due perdite. Si riuscì poi a far approdare il 24º Reggimento della 4ª Divisione per rimpiazzare il 25°, messo in riserva. Nella notte tra il 22 e il 23 febbraio la Task Force 58 riprese il largo con obiettivo l'area di Tokyo, lasciando in zona le sole portaerei di scorta, i cui velivoli dovettero eseguire i pattugliamenti antisommergibile, gli attacchi all'isola di Chichi-jima a nord, ricerca e soccorso dei piloti abbattuti: la molteplicità di tali compiti costrinse a diminuire l'appoggio tattico alle truppe a terra e a destinare alla caccia notturna il piccolo Task Group 58.5 formato dalla portaerei Enterprise, da due incrociatori e dalla 54ª Squadriglia cacciatorpediniere di scorta.

#### 23 febbraio
All'alba del 23 febbraio una pattuglia di quattro uomini s'inerpicò sul Suribachi silenzioso; fu raggiunta alle 10:37 da una squadra di quaranta uomini della compagnia "E" del tenente H. G. Schrier, appartenente al 2/28, che vinse la sporadica resistenza finale di pochi giapponesi sul crinale nordest. Alle 11:00 fu innalzata una piccola bandiera statunitense assicurata a una tubatura trovata sul luogo, che intorno alle 14:30 fu sostituita da un'altra più grande, in modo da conservare la prima per il battaglione: la bandiera fu alzata da sei uomini e l'atto venne immortalato dal fotografo della Associated Press Joe Rosenthal nella famosa immagine Raising the Flag on Iwo Jima. Il 28º Reggimento condusse poi un rastrellamento finale e il 25 febbraio il Suribachi fu dichiarato sotto controllo; tuttavia ancora per due settimane piccoli gruppi di soldati giapponesi, armati di cariche esplosive o granate, continuarono a uscire di notte dagli intricati sotterranei per distruggere i posti di comando dei Marine. Il genio procedette quindi a una metodica opera e distrusse o murò 380 tra grotte, anfratti e ingressi sopprimendo le ultime resistenze giapponesi. Il generale Kuribayashi non si aspettava una caduta così repentina del Suribachi e criticò aspramente i sopravvissuti che avevano raggiunto le posizioni a nord, infiltratisi tra le linee statunitensi grazie alla fitta rete di gallerie.
Frattanto il segretario alla marina Forrestal, ancora a bordo della Eldorado, venne portato con un mezzo da sbarco insieme al generale Smith, al viceammiraglio Louis Denfeld (vicecapo del Bureau of Naval Personnel) e al contrammiraglio Mills (vicecapo del Bureau of Ships) sulla spiaggia, dove ancora piovevano granate: parlò con le truppe che inizialmente non credettero alla sua identità. In contemporanea alla conquista del Suribachi erano continuati gli scontri sull'altopiano di Motoyama e nonostante i violenti tiri giapponesi, i rifornimenti affluivano ora con regolarità anche se fortemente ostacolati dalla risacca. I generali Schmidt e Cates sbarcarono e decisero con il generale Rockey, arrivato a terra il giorno prima, che la 3ª Divisione Marine avrebbe mantenuto il centro del fronte, affiancata a sinistra dalla 5ª Divisione e a destra dalla 4ª; tutti i carri armati vennero riuniti sotto il comando unico del tenente colonnello William Collins della 5ª Divisione. La linea del fronte rimaneva comunque molto labile, sicché i marine avevano marcato delle linee sul terreno per guidare l'appoggio aereo (ancora garantito dai cacciabombardieri imbarcati sulle portaerei) e sul retro delle divise avevano tracciato strisce fluorescenti per permettere un rapido riconoscimento da parte dei commilitoni.
Nel pomeriggio, volendo impedire ulteriori attacchi kamikaze, le portaerei di squadra disponibili vennero inviate nel Task Group 58.5 a martellare gli aeroporti in Giappone, lasciando la Enterprise al largo dell'isola. La nave operò contro le isole Ogasawara a nord di Iwo Jima, dalle quali la ricognizione aveva individuato provenire attacchi kamikaze.

#### 24 febbraio

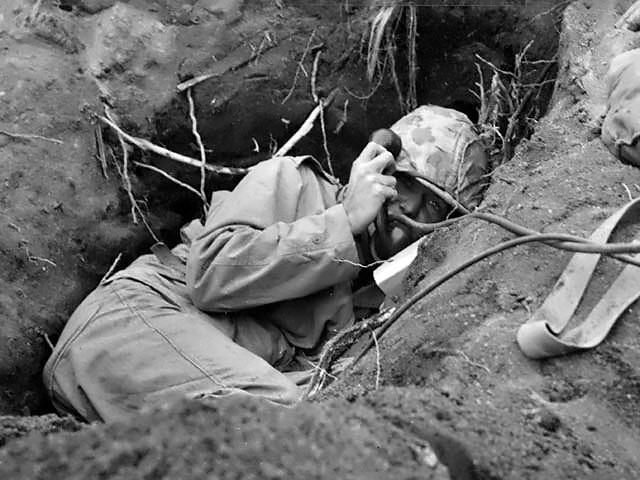
Un radiofonista dei Marine, acquattato nella sua buca all'estremità della pista di Motoyama, dirige il tiro dell'artiglieria contro i mortai nipponici

Alle 08:00 del giorno D+5, cioè cinque giorni dopo lo sbarco, i cannoni della corazzata USS Idaho e dell'incrociatore pesante Pensacola iniziarono a battere rispettivamente le zone a nord e nord-est dell'aeroporto n. 2, seguiti alle 08:45 dagli obici piazzati a terra. Alle 09:00 il tiro navale fu sostituito dai cacciabombardieri imbarcati sulle portaerei di scorta che colpirono le stesse zone con bombe e razzi. Era l'inizio di una giornata di intensi attacchi, condotti principalmente dal 21º Reggimento con appoggio di carri armati e artiglieria: i carri si diressero lungo due strade di raccordo tra l'aeroporto n. 1 e n. 2 scelte come direttrici d'attacco, ma le mine e un preciso fuoco di armi anticarro distrussero vari corazzati sulla strada più a ovest, che venne quindi abbandonata; anche quella a est era tuttavia irta di ordigni e solo dopo un estenuante lavoro di sminamento dodici carri riuscirono a raggiungere la pista dell'aeroporto n. 2, sparando senza sosta sulle postazioni giapponesi a nord.

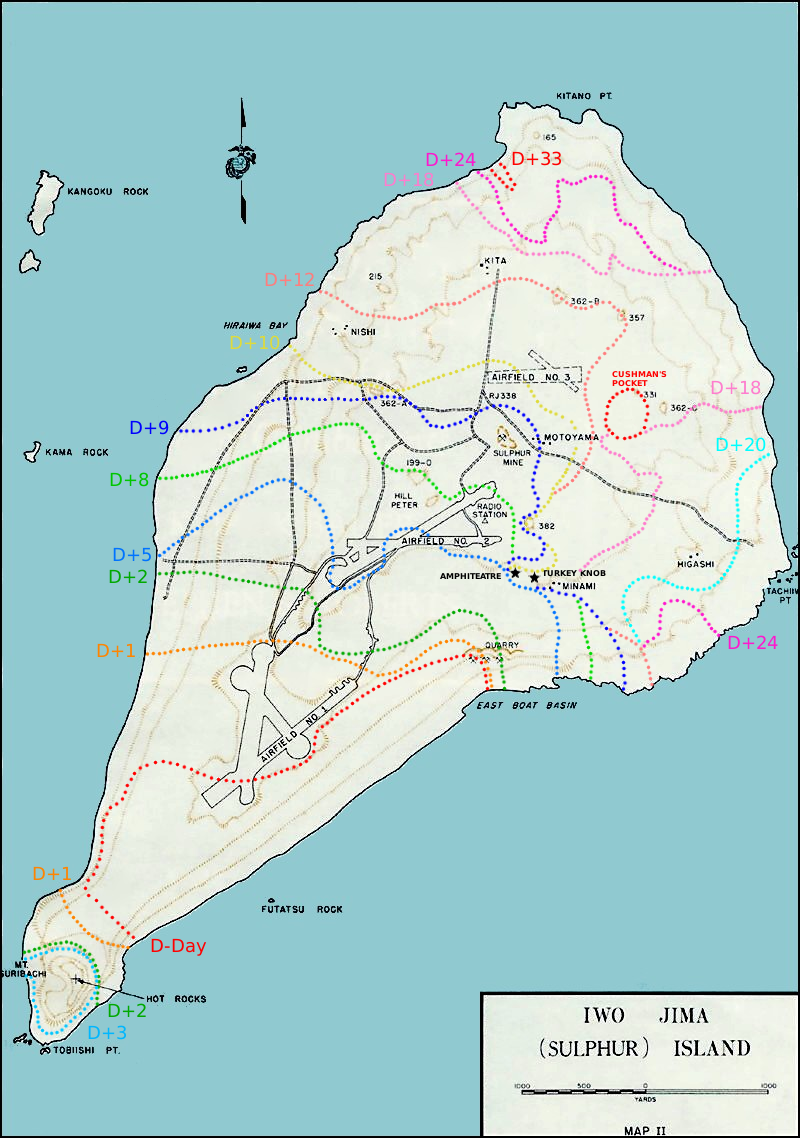
Lo svolgimento complessivo della battaglia

Nonostante le pesanti perdite, alle 12:00 il 21º Reggimento era riuscito a conquistare alcune fortificazioni nipponiche con brutali e costosi assalti alla baionetta, che per tre volte erano stati vanificati da un pesante fuoco d'artiglieria. L'avanzata venne misurata in termini di metri, ma verso le 13:00 l'ala sinistra del reggimento si ricongiunse con il 26º Reggimento della 5ª Divisione, che si trovava sulla sinistra. Il 3/21 rimase però troppo esposto in avanti e subì altre perdite. Alle 13:30, dopo una seconda preparazione di artiglieria navale, il 21º Reggimento lanciò un attacco coordinato con i mezzi corazzati alla cintura di casematte nella parte nord della pista, fanaticamente difesa dai giapponesi, riuscendo a portare la Compagnia K sulla collina a nord del centro della pista. Alle 14:15 una seconda compagnia la raggiunse supportata dai carri, che vennero presi sotto il fuoco di artiglieria e mortai; i danni maggiori di questo sbarramento vennero però subiti dalla fanteria, mentre le mine che si rendevano visibili, anche per gli spostamenti d'aria delle bombe, venivano fatte detonare dai mitraglieri dei carri. Dopo vari attacchi e contrattacchi giapponesi effettuati con bombe a mano, alle 16:00 le compagnie che erano avanzate, una fino all'estremità ovest della pista est-ovest (l'aeroporto n. 2 era costituito da due piste intersecantisi, orientate a est-ovest e nordest-sudovest, quest'ultima la principale con alle estremità delle piazzole per far girare gli aerei), si prepararono per la notte e tre compagnie del 21° (I e K del 3º battaglione, E del 2º Battaglione) dovettero essere rifornite dopo il buio da un rimorchio trainato da un carro armato guidato da due marine a piedi muniti di torce. A causa della pressione giapponese venne ordinato il ripiegamento delle compagnie più esposte ma anche lo sganciamento non fu un'impresa facile e solo alle 22:00 la compagnia G del 3º Battaglione rientrò sotto la protezione delle artiglierie statunitensi, ricongiungendosi al 2º e 1º Battaglione, quest'ultimo inizialmente in riserva e appena gettato in battaglia.

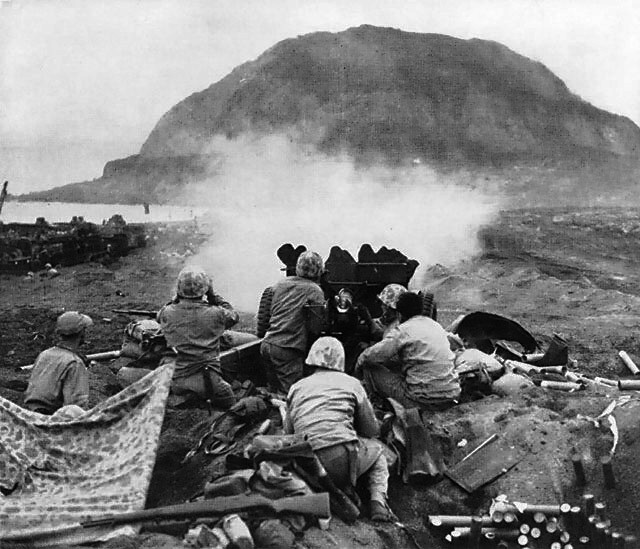
Un cannone da 37 mm intento a tirare contro le postazioni in caverna sul Suribachi. Si noti il foglio di metallo irregolare attaccato alla sommità dello scudo del cannone per potenziarne il camuffamento

A fine giornata il 21º teneva una linea che lambiva l'inizio della pista principale, ne teneva il raccordo centrale tra le due piste congiungendosi a destra con il fronte del 24º Reggimento, che dalla Charlie-Dog Ridge (Charlie e Dog erano le lettere "C" e "D" dell'alfabeto fonetico militare statunitense e rappresentavano le lettere dei quadratini che contrassegnavano il rilievo nella mappa di controllo del fuoco; Ridge vuol dire "cresta") proseguiva verso un prolungamento semicircolare delle alture, presto battezzato "l'anfiteatro", fronteggiando il villaggio di Minami deviando poi perpendicolarmente verso la costa. Davanti ai marine la 2ª Brigata mista giapponese e gli uomini rimasti "appiedati" del 26º Reggimento carri avevano imperniato un fitto sistema di fortificazioni e casematte, i cui approcci da ovest erano o protetti dal tiro dei loro cannoni o costellati da numerosi crateri vulcanici, che impedivano l'uso dei carri. Il 24º era arrivato a questi risultati dopo vari assalti iniziati nella mattinata: l'avanzata progredì fino alle 11:25, quando il 2º e il 3º Battaglione furono investiti da un improvviso e massiccio fuoco proveniente dalla Charlie-Dog Ridge; l'avanzata si bloccò subito e fu richiesto l'appoggio dell'artiglieria navale, che non poté intervenire tanto i marine erano vicini ai bunker nipponici. Furono dunque utilizzati gli obici da 105 mm e i mortai da 81 e da 60 mm che iniziarono a martellare le posizioni giapponesi; nel corso del duro combattimento si rivelò molto utile anche il cannone M3 da 37 mm, leggero ma accurato. Alle 17:00 i marine erano progrediti di oltre 400 metri eliminando il saliente nella zona dell'aeroporto, un risultato eccezionale per gli standard della battaglia.
I reggimenti di artiglieria sbarcati concentrarono il fuoco dei loro obici M1 da 155 mm a supporto dell'avanzata dei carri sotto il coordinamento generale del centro controllo del fuoco del 13º Reggimento, totalizzando undici missioni di fuoco di gruppo e quaranta di battaglione nella giornata; inoltre durante l'attacco il comandante del 5º Battaglione carri agì da osservatore di tiro avanzato. La 3ª Divisione era nel frattempo sbarcata al completo, seguita dal proprio comando con il generale Erskine. Il 12º Reggimento artiglieria della 3ª Divisione iniziò a sbarcare nel tardo pomeriggio e continuò l'operazione il giorno dopo, terminandola solo il 1º marzo. Il bilancio delle perdite statunitensi dopo i primi sei giorni era di 7 758 tra morti, feriti e dispersi; di questi, 5 338 dal 20 al 24 febbraio tra cui 773 morti in combattimento, 3 741 feriti, 261 morti in seguito alle ferite riportate, 5 dispersi e 558 crollati per stress da combattimento.
Il 24 febbraio vennero inoltre messe in mare le boe di ancoraggio per gli idrovolanti da pattugliamento marittimo e da trasporto, il primo dei quali arrivò tre giorni dopo a causa del maltempo. La base rimase attiva fino all'8 marzo.

### D+6–D+11

#### 25 febbraio

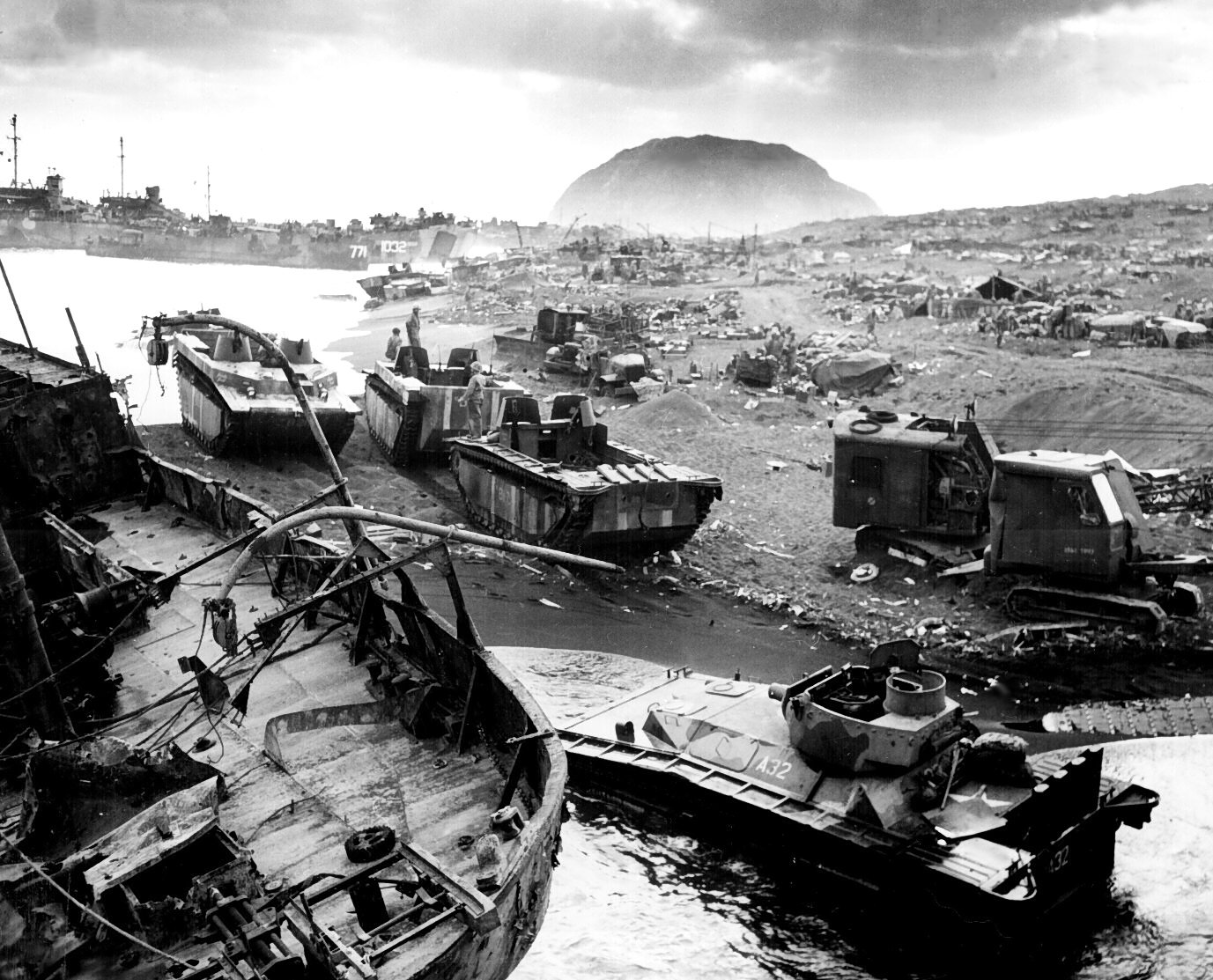
Resti di AMTRAC e navi d'assalto sulla spiaggia

Con la messa in sicurezza dell'area di sbarco, più truppe ed equipaggiamento pesante giunsero sull'isola e l'invasione procedette verso nord per catturare il resto di Iwo Jima. Continuarono i frequenti attacchi soprattutto notturni, per cui dalle navi venivano sparati proiettili illuminanti in modo da far stagliare le eventuali sagome di giapponesi in avvicinamento e negare l'effetto sorpresa. Peraltro un certo numero di giapponesi parlava inglese, per cui i marine sentivano vicino alle loro linee voci che in inglese chiamavano i loro "compagni", per poi rivelarsi come giapponesi.
Per le necessità logistiche era imperativo poter disporre delle spiagge a ovest, scartate come aree di sbarco per la pericolosità del moto ondoso ma che si prestavano, in determinate condizioni meteo, a sbarcare materiali dagli LCI e da altre piccole unità, soprattutto se le sovraffollate spiagge a est erano battute da un vento da oriente che alzava una temibile risacca. Queste spiagge erano però ancora soggette al tiro delle postazioni nipponiche scavate nelle alture a nord-ovest dell'aeroporto n. 2, che dovevano quindi essere distrutte; inoltre bisognava quanto prima liberare molte delle navi trasporto truppe perché destinate al programmato sbarco a Okinawa. Si rendeva infine necessaria un'avanzata coordinata delle tre divisioni per evitare di impegnare ulteriori truppe a coprire i fianchi esposti delle unità avanzate: alla 5ª Divisione posta alla sinistra dello schieramento statunitense, infatti, venne ordinato di attestarsi perché si trovava già circa 360 metri oltre le linee tenuta dalla 3ª Divisione, dislocata alla sua destra, al centro dello schieramento. A destra, invece, la 4ª Divisione cozzò contro nuove e formidabili postazioni difensive giapponesi: benché preceduti dal solito tiro preparatorio aeronavale, a fine giornata i marine erano avanzati di soli 90 metri al prezzo di cinquecento perdite. La zona attaccata dalla 4ª Divisione era costellata da casematte e postazioni, che rendevano ogni tentativo d'avanzata talmente sanguinoso da venire denominate collettivamente the Meatgrinder ("il tritacarne"): i cardini della difesa erano la collina 382 (alta appunto 382 metri), il già citato "anfiteatro", il cosiddetto Turkey Knob (traducibile come il "pomo del tacchino", una collina sormontata da un imprendibile fortino) e il villaggio di Minami.
Alle 09:30 le batterie principali di una corazzata e di due incrociatori iniziarono un tiro di ammorbidimento delle posizioni giapponesi nell'area della 3ª Divisione, appoggiate dall'artiglieria a terra e da un bombardamento aereo con ordigni da 500 libbre (circa 220 chili). Subito dopo il 9º e 21º Reggimento, appoggiati dai ventisei carri rimasti, iniziarono l'avanzata su un asse di attacco diretto verso il villaggio di Motoyama e il più distante aeroporto n. 3. A bloccare loro la strada si trovavano le due colline "Peter" e "199-O" (nomi in codice statunitensi, il primo sarebbe stato dato in seguito); dopo cinque ore e pesanti perdite (quattrocento tra morti e feriti e nove carri), i marine erano avanzati meno di 100 metri. Cannoni e mortai giapponesi martellarono le compagnie avanzanti nonostante il fuoco di controbatteria statunitense uccidendo molti degli ufficiali, ma alla fine della giornata gran parte dell'aeroporto n. 2 era nelle mani dei marine.

#### 26 febbraio
Al mattino l'avanzata riprese verso le due colline "Peter" e "Oboe", che dominavano il settore della 3ª Divisione; a questa fu assegnato il 50% del totale del supporto di fuoco disponibile, col restante diviso tra le altre due divisioni. Alle 08:00 del 26 il 9º Reggimento riprese l'attacco dopo la stessa preparazione di artiglieria del giorno precedente, contro quelle che si erano rivelate le principali posizioni difensive giapponesi. Nonostante i reiterati attacchi, anche con carri lanciafiamme, i marine non registrarono alcun progresso fino a fine giornata.

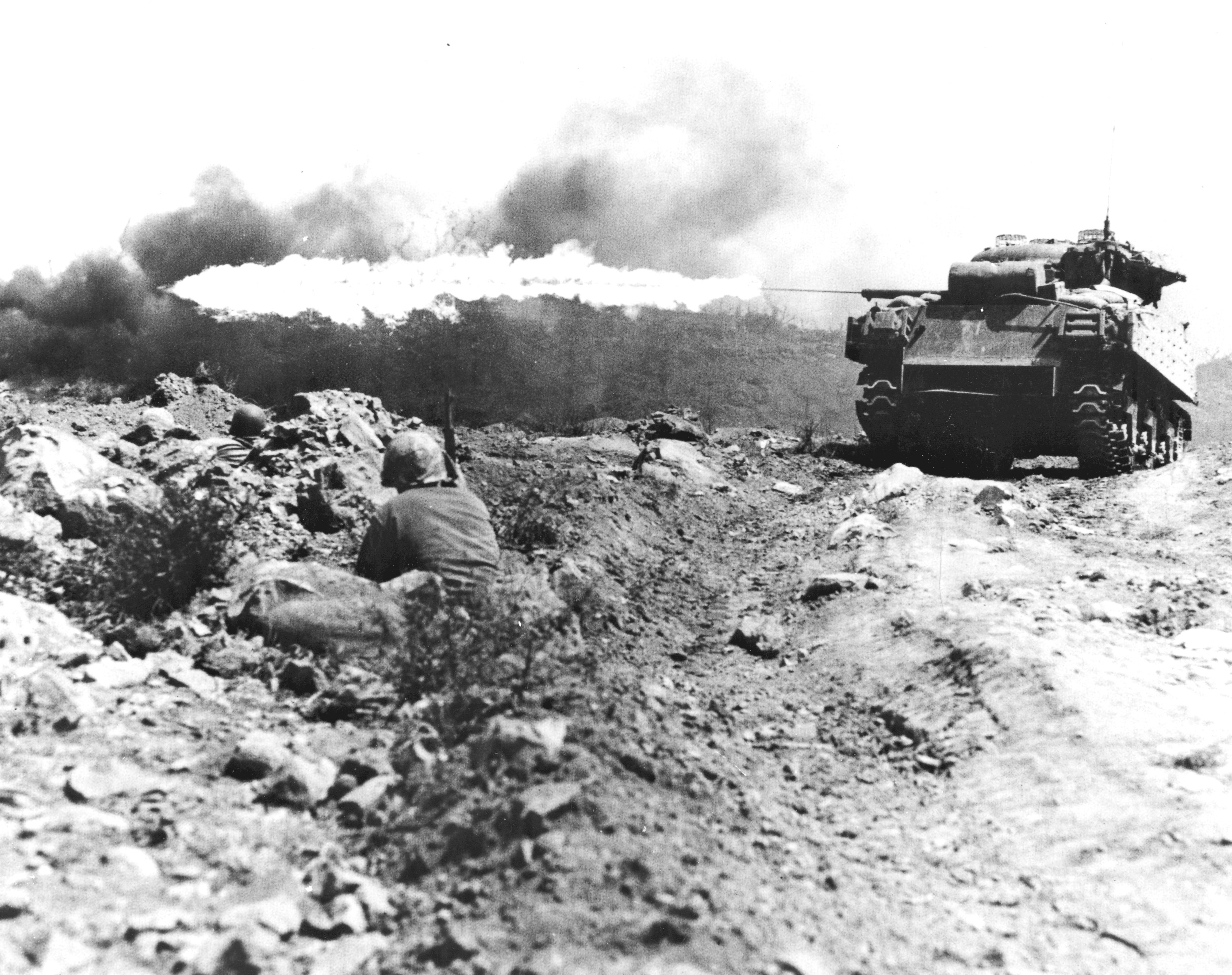
Uno Sherman in versione lanciafiamme ripulisce un fortino

A ovest la 5ª Divisione fece pochi progressi. A est, dove c'era la 4ª Divisione, il 25º Reggimento tornò in prima linea per rilevare il 24º, ma ancora una volta i marine non riuscirono a conquistare neanche 100 metri di terreno. La coriacea difesa giapponese provocò inoltre la distruzione di altri undici carri armati.
Nel corso dei duri scontri gli statunitensi utilizzarono massicciamente la versione lanciafiamme del carro Sherman, il lanciafiamme portatile M2 e i bulldozer blindati. Gli Sherman (soprannominati "Ronson" o "Zippo") riuscivano a saturare i fortini col liquido bruciando vivi gli occupanti; subito dopo i fortini venivano fatti saltare con l'esplosivo per evitare che i giapponesi, utilizzando la fitta rete di tunnel che collegava le opere difensive, li rioccupassero. Gli M2, formati da due serbatoi pieni rispettivamente di liquido e gas compresso come propellente, completavano l'opera e ne era assegnato uno per plotone, più uno di riserva per battaglione; i loro operatori erano pericolosamente esposti ai tiratori scelti, per cui quando lo rendevano possibile le condizioni del terreno si cercava di utilizzare i carri: un ufficiale la definì "la migliore arma individuale dell'operazione". I tankdozer, come vennero chiamati i bulldozer blindati, precedevano gli Sherman per aprire la strada nel terreno vulcanico ricoperto di sabbia dell'isola che limitava i movimenti dei mezzi cingolati; spesso vennero utilizzati anche come diretto supporto alla fanteria.

#### 27 febbraio
Al mattino del 27 l'attacco riprese. Il 1 e 2/9 vennero presi sotto il fuoco di mortai posti sul pendio opposto della collina "199-O"; dopo una mattinata infruttuosa, nel pomeriggio fu rinnovato l'attacco dopo una breve preparazione di artiglieria: l'intero aeroporto n. 2 e le colline che lo dominavano a nord caddero nelle mani degli statunitensi. Molti giapponesi, approfittando delle caverne e dei tunnel di comunicazione, attaccarono alle spalle i marine fino a che i genieri non sigillarono una per una le aperture facendo saltare poi i bunker con l'esplosivo; il rastrellamento dell'area durò altri due giorni.
Altrove, la 5ª Divisione riuscì ad avanzare verso la collina 362-A, mentre a est la 4ª Divisione era ferma ai piedi della collina 382 e del Turkey Knob. Solo il 2/25 fece progressi riuscendo a muoversi verso est nella zona non battuta dai giapponesi del Meatgrinder.
La giornata vide l'unico tentativo giapponese di rifornire la guarnigione dell'isola. Alcuni aerei riuscirono a paracadutare medicinali e munizioni, ma tre di essi vennero abbattuti dai caccia notturni statunitensi.

#### 28 febbraio

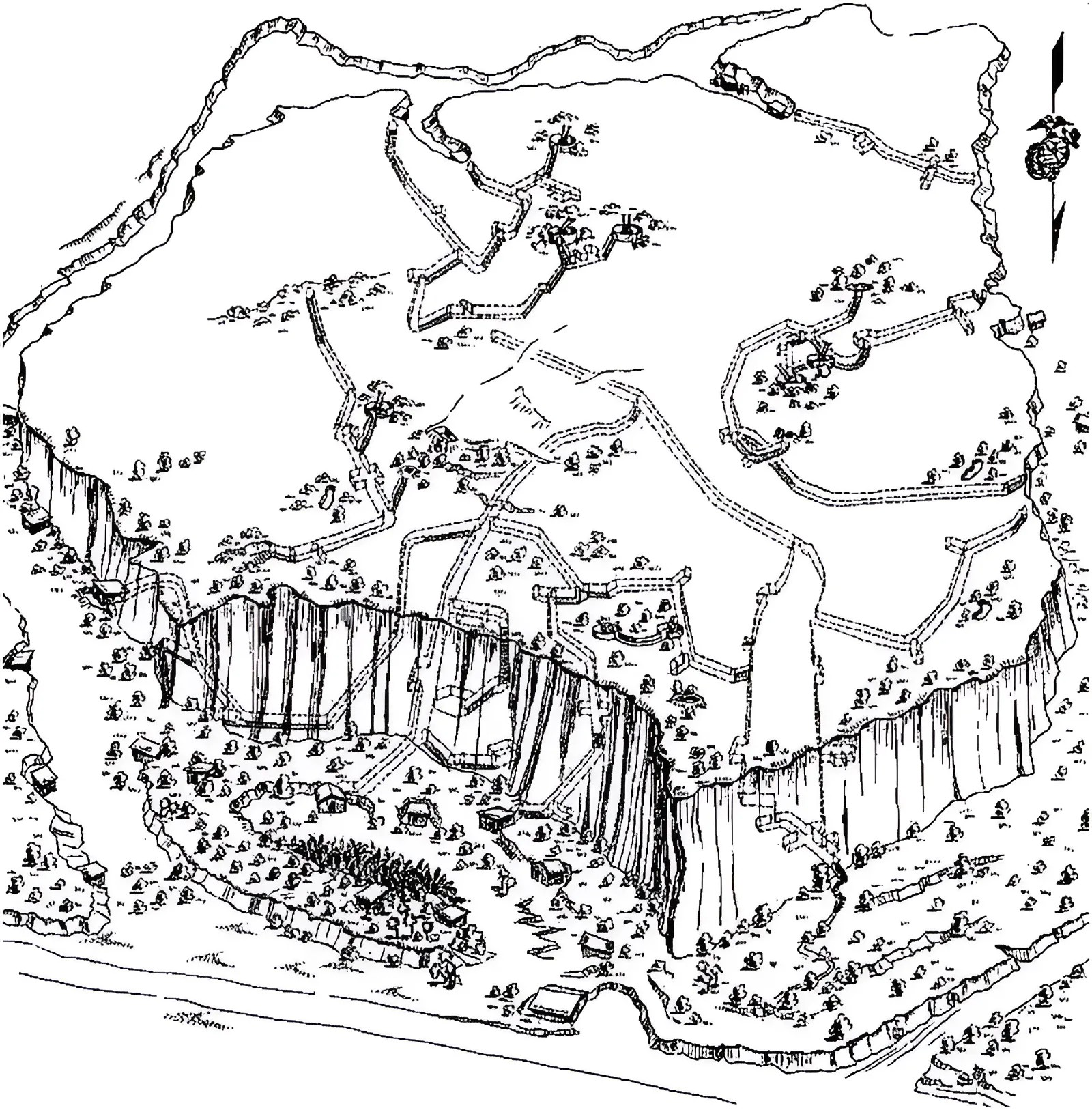
La collina 362-A vista dall'alto e da nord: le linee tratteggiate indicano il sistema sotterraneo di tunnel

Nell'ordine di operazioni del 28 febbraio, venne delineata come obiettivo una nuova linea di operazioni, denominata O-3 sulla mappa, che partiva dalla costa ovest a circa 900 metri a sud di Punta Kitano proseguendo a est e poi a sud-est, seguendo la linea delle creste che delimitavano l'altopiano di Motoyama, per poi congiungersi con la linea O-1 a Punta Tachiiwa. L'ultimo giorno di febbraio fu particolarmente positivo per la 3ª Divisione. Rilevato l'esausto 9º Reggimento, il 21º si lanciò in avanti alle 09:00, dopo il consueto sbarramento di artiglieria che stavolta fu efficace, dando modo ai fanti di guadagnare terreno verso nord, per nulla ostacolati da alcuni degli ultimi Type 95 Ha-Go del 26º Reggimento carri, distrutti dall'aviazione o dai bazooka. Alle 13:00 la marina eseguì un altro massiccio sbarramento di fuoco e il 3º Battaglione colse l'attimo per conquistare il villaggio di Motoyama, dopo aver snidato le piazzole di mitragliatrici e i tiratori scelti giapponesi che lo difendevano. In questo modo i Marine si aggiudicarono un terreno strategico che dall'alto aveva la visuale su tutto l'aeroporto n. 3.
A ovest la 5ª Divisione stava ancora confrontandosi con i cannoni anticarro e i mortai della collina 362-A. Due battaglioni del 27º Reggimento assaltarono la postazione con lanciafiamme, cariche da demolizione e carri armati, riuscendo addirittura a far arrivare qualche soldato in cima all'altura, salvo però dover indietreggiare subito dopo di fronte alla determinazione dei soldati nipponici. Il 1º Battaglione, in ogni caso, fu in grado di avanzare di circa 270 metri verso la base della collina. Nel primo pomeriggio la divisione perse circa un quarto delle sue riserve di munizioni quando un colpo d'artiglieria giapponese colpì un deposito vicino all'aeroporto n. 1, provocando un enorme boato senza tuttavia fare nessun ferito.

#### 1–2 marzo
Sorprendentemente, quando il 21º Reggimento tornò in azione dopo una notte in vista dell'aeroporto n. 3, la resistenza giapponese fu debole e per le 12:00 del 1º marzo i primi marine stavano attraversando la pista principale. Le truppe si arrestarono solo quando si imbatterono nelle colline fortificate 362-B e 362-C. Il 2 marzo la 3ª Divisione riuscì a coprire circa 450 metri di terreno privo di ripari fino alla base della collina 362-B, complice anche la copertura fornita dai carri armati, mentre il tentativo di prendere possesso della restate parte dell'aeroporto n. 3 venne vanificato dai soldati del tenente colonnello Nishi. La collina 362-A nel settore della 5ª Divisione, invece, venne conquistata il 1º marzo dal 28º Reggimento inviato di rinforzo, reduce dalla conquista del Suribachi. I giapponesi abbandonarono le posizioni ritirandosi attraverso un labirinto di gallerie verso le alture antistanti il villaggio di Nishi, raggiunto il giorno seguente dai Marine. Proprio il 2 marzo perì il comandante del 2/28, tenente colonnello Chandler Johnson, probabilmente colpito da fuoco amico.

### D+12–D+19

#### La lenta avanzata

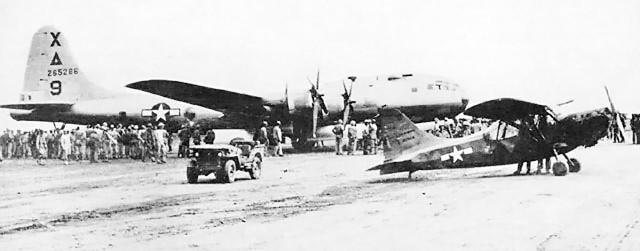
Il Dinah Might, il primo bombardiere B-29 ad atterrare in emergenza a Iwo Jima, fermo sulla pista dell'aeroporto n. 1 il 4 marzo, a fianco di un aereo da osservazione Stinson L-5 Sentinel dei marine

Dopo due settimane di combattimenti gli aeroporti cominciarono a essere operativi. Gli aerei da ricognizione OY-1 iniziarono le missioni il 1º marzo, quelli da trasporto atterrarono il 3 marzo, mentre il primo atterraggio di un B-29, in emergenza, avvenne il 4 marzo quando il Dinah Might del 9th Bomb Group atterrò nell'aeroporto n. 1 per scarsità di carburante con i combattimenti in corso; il pilota contravvenì agli ordini e atterrò dal lato della pista ancora esposto all'artiglieria giapponese: subito preso di mira, caricò frettolosamente 7 600 litri di carburante e ripartì. Oltre agli sporadici atterraggi dei B-29 in difficoltà, negli aeroporti n. 1 e 2 giunsero squadriglie di aerosiluranti Grumman TBF Avenger e due reparti di cacciabombardieri North American P-51 Mustang, il 15th Fighter Group su ottantadue unità che iniziò le missioni di supporto l'8 marzo e il 21st Fighter Group, schierato dal 22 marzo; atterrarono anche una dozzina di Northrop P-61 Black Widow per garantire la difesa notturna. Presero avvio inoltre le evacuazioni dei feriti per via aerea con grande sollievo dei congestionati ospedali da campo e sulle navi. Entro l'11 marzo tutte le operazioni aeree sopra Iwo Jima erano operate da aerei basati a terra nei suoi campi d'aviazione. Il disagio tra le truppe continuava invece a essere grande a causa del difficile terreno, dal quale si sprigionavano esalazioni solforose tossiche e temperature tali che una razione C sepolta sotto uno strato superficiale si cuoceva in quindici minuti. Ciò rese inoltre impossibile rimanere nelle trincee individuali.
Frattanto, la mattina del 3 marzo, era stata infine presa la collina 382 con un violento attacco frontale. A sinistra il 26º Reggimento era riuscito finalmente a conquistare la sommità della collina 362-B, passata di recente dalla zona d'operazioni della 3ª Divisione a quella della 5ª, mentre il 28º Reggimento aveva fatto ancora meglio prendendo possesso delle alture antistanti il villaggio di Nishi. A quel giorno, gli Stati Uniti avevano subito circa 16 000 perdite totali, mentre a Kuribayashi rimanevano circa 7 000 soldati per difendere l'ultima parte di Iwo Jima. Nonostante ciò, il 4 marzo il comandante giapponese comunicò a Tokyo di essere in grado di resistere, nella più pessimistica delle ipotesi, per altre tre settimane. I Marine spesero il 5 marzo per riorganizzarsi e riposarsi in vista dell'attacco previsto per il giorno seguente; un cauto ottimismo convinse l'ammiraglio Spruance a lasciare la zona d'operazioni a bordo dell'Indianapolis per Guam, seguito dal 3º Reggimento della 3ª Divisione che mai aveva messo piede a Iwo Jima. La catena di comando fu nuovamente cambiata il 9 marzo: il viceammiraglio Turner sciolse la Task Force 51 e passò il comando dell'operazione al comandante della Task Force 53, contrammiraglio Hill.

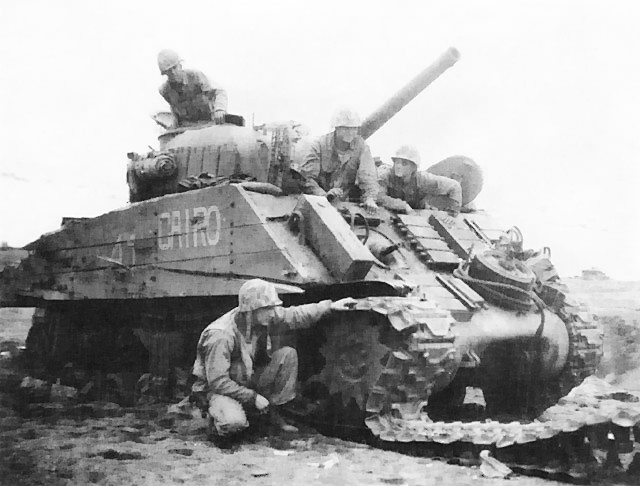
Un M4 Sherman messo fuori uso da una mina

Il 6 marzo (D+15) fu ripresa l'offensiva su tutto il fronte per occupare la parte settentrionale di Iwo Jima: dopo uno dei più massicci tiri preliminari dell'intera battaglia effettuato da undici battaglioni di artiglieria dei Marine con pezzi da 105 e 155 mm e dai cannoni navali, la 3ª Divisione si lanciò all'attacco a ondate successive contro la linea di difesa nipponica arroccata sulle colline 362-C e 357. La resistenza giapponese fu particolarmente feroce, nonostante le distruzioni inferte, sì che ogni ondata d'assalto lanciata dai reparti di tutte e tre le divisioni fu accolta da un intenso fuoco di armi automatiche e da gragnole di bombe di mortaio: alla fine del 6 marzo il 1/21 aveva completato l'avanzata più profonda della giornata, inferiore a 150 metri. A sinistra, dove c'era la 5ª Divisione, nonostante il supporto di una corazzata con cannoni da 356 mm, di due incrociatori pesanti e dodici missioni aeree di appoggio ravvicinato, le difese giapponesi continuarono a tenere inchiodati i marine alle loro posizioni; l'unico risultato tangibile fu la continua diminuzione del fuoco dell'artiglieria pesante nipponica, registrata già da alcuni giorni. Di nuovo le armi più efficaci si rivelarono essere i lanciafiamme M2, gli Sherman "Zippo" e anche le bombe al napalm sganciate dagli aerei, le quali inondavano di fuoco casematte, forti e caverne.

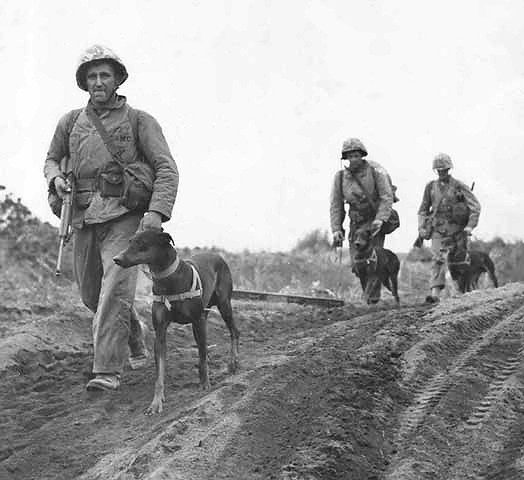
Marine con alcuni cani perlustrano la zona a ridosso del fronte

Il 7 marzo, visto l'enorme consumo di proiettili, venne ordinato alle batterie da 155 mm di aprire il fuoco solo contro bersagli chiaramente individuati e di mantenere una scorta di munizioni per le emergenze; ogni nave dovette limitare il tiro a cinquecento proiettili al giorno. Un ennesimo attacco protrattosi per tutto il 7 marzo fece guadagnare alla 5ª Divisione un centinaio metri sul suo lato destro (1/26 e 2/27) e circa 460 metri sul lato sinistro (3/27 e 3/28). Mai la divisione era riuscita ad avanzare così tanto fino a quel momento. Ancora una volta, dove non riuscirono i cannoni pesanti e gli aerei (nel corso della giornata la 5ª Divisione ebbe il supporto di centodiciannove aerei imbarcati che svolsero centoquarantasette missioni di appoggio ravvicinato), furono i cannoni da 37 mm puntati con accuratezza a distruggere le numerose postazioni di mitragliatrici giapponesi, ben mimetizzate e operanti in reciproco supporto, e i mortai che stando dal lato nascosto delle colline ne battevano sistematicamente la cresta e l'altro pendio sul quale avanzavano gli statunitensi. Nel settore della 3ª Divisione la giornata venne caratterizzata da un cambio di strategia da parte del generale Erskine che chiese il permesso di anticipare l'assalto dalle 07:30 alle 05:00, cosa che colse di sorpresa i giapponesi; il 9º Reggimento si mosse furtivamente in avanti senza che nessun traffico radio permettesse di rilevare in anticipo le mosse e solo alle 06:00 iniziò a manifestarsi una difesa organizzata: alle 07:15 una breve preparazione di artiglieria permise di conquistare la collina 331 e attaccare la collina 362-C, il vero obiettivo che non era stato ben identificato al buio e che venne conquistata solo alle 14:00. I reparti vennero contrastati anche ai fianchi da postazioni che avevano inavvertitamente superato, ma il 9º e il 21º Reggimento furono in grado di espugnarle con pesanti perdite, arrivando in vista dell'ultima linea di resistenza giapponese e del mare.

#### L'arrivo al mare
L'8 marzo (D+17) per la prima volta l'ordine di operazioni statunitensi riportava l'obiettivo "... di catturare il resto dell'isola" e non di sfondare linee difensive. L'attacco cominciò alle 07:50 nel settore del 2/27 ma la fanteria rimase inchiodata fino all'arrivo dei carri Sherman e comunque l'avanzata del mattino fu di soli 50 metri. In altri punti che non si prestavano all'impiego di carri armati, la batteria B del 15º Reggimento di artiglieria mise insieme una squadra, un obice da 75 mm e 200 proiettili per dare supporto ravvicinato: distrusse varie posizioni ma i progressi furono molto scarsi. Nel settore del Regimental Combat Team 28 l'avanzata fu maggiore, arrivando dai 100 agli oltre 150 metri, ma il fitto fuoco di risposta dell'artiglieria giapponese, dei mitragliamenti dai bunker e della fucileria dalle caverne ancora operativi impediva ai genieri di aprire varchi nei vasti campi minati. Alla fine della giornata, Kuribayashi informò Tokio che

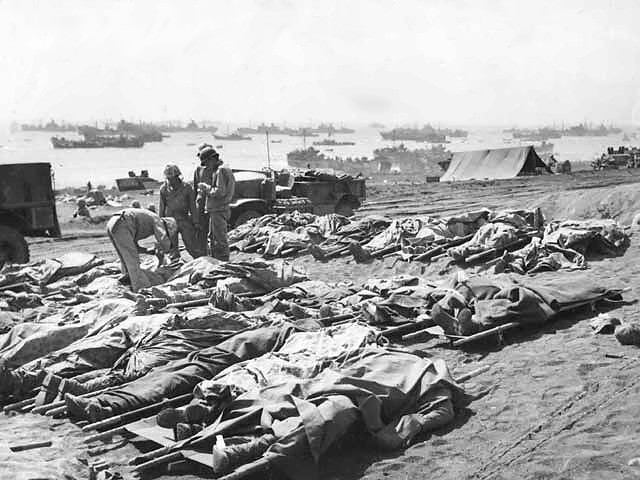
I corpi dei caduti statunitensi (qui uomini della 3ª Divisione) erano coperti dai poncho e allineati sulla spiaggia

Nel tardo pomeriggio dell'8 vi fu un'intensa attività giapponese, manifestatasi con infiltrazioni diffuse che sfruttavano le pieghe del terreno, appoggiate dal fuoco di artiglieria e mortai. Il generale Senda e il capitano della marina Samaji Inouye, comandante della "Forza di guardia navale" che maneggiava i cannoni costieri di Iwo Jima, si misero in contatto con Kuribayashi che tuttavia giudicò la loro idea impraticabile e stupida; tuttavia, i due ufficiali nipponici decisero ugualmente di agire. Alle 23:30 un contrattacco su larga scala nel settore del 23º Reggimento arrivò a tiro di bomba a mano dal posto di comando del 2º Battaglione, con i giapponesi che gridavano in inglese per confondere i marine; gli statunitensi impiegarono generose quantità di proiettili illuminanti sia dai mortai sia dalle navi da guerra. Al mattino vennero contati 800 cadaveri giapponesi, dei quali 650 nella zona dell'attacco principale, contro 90 morti e 257 feriti tra il 23º e il 24º RCT: elementi di almeno tre battaglioni (310º e 314º Battaglione di fanteria indipendente, 3º Battaglione del 145º Reggimento fanteria) più genieri e marinai vennero identificati tra gli attaccanti, diversi dei quali portavano con loro cariche da demolizione; da mappe e documenti catturati sui cadaveri risultavano obiettivi impossibili come un non meglio precisato "aeroporto", la spiaggia di sbarco e il monte Suribachi (gli statunitensi classificarono questo attacco come un tentativo di giocarsi il tutto per tutto, sperando di riunirsi con altre unità ancora operative ma tagliate fuori dall'avanzata dei marine).
Il 9 marzo, una pattuglia di sei uomini della 3ª Divisione oltrepassò l'ultima collina e raggiunse il mare intorno alle 18:00, buttandosi in acqua per "lavare via lo sporco giapponese" sotto gli occhi dei giapponesi che ancora presidiavano le postazioni occultate intorno alla zona; subito dopo riempirono una damigiana di acqua di mare e la inviarono al generale Erskine con la frase "Per approvazione, non per consumo". Nel frattempo altre unità della 3ª seguirono la pattuglia stabilendo un corridoio largo 750 metri che separò in due la residua zona ancora occupata dai giapponesi.
Il 10 marzo il 25º Reggimento riuscì finalmente a espugnare il Turkey Knob e l'anfiteatro avanzando, senza raggiungerla, verso la costa; la distruzione del Meatgrinder era costata 6 591 uomini tra morti, feriti, dispersi e traumatizzati. Alla fine della giornata i giapponesi risultavano confinati in tre aree: una era la cosiddetta "valle della morte" nella porzione nord-ovest di Iwo Jima, dove rimaneva Kuribayashi con il resto del suo stato maggiore; la seconda era un'area nella costa orientale racchiusa tra il villaggio di Higashi e il mare; la terza era il Cushman's Pocket, la "sacca di Cushman", una cresta a sud-ovest della collina 362-C dove dal 7 marzo il 1/9, 2/9 (comandato appunto dal tenente colonnello Robert E. Cushman, Jr.) e 3/21 si erano imbattuti nell'accanita resistenza dei resti del 26º Reggimento carri nipponico. I giapponesi avevano fino ad allora rallentato l'avanzata statunitense con la fitta rete di tunnel che permetteva di concentrare le forze su un settore degli attaccanti, ripararsi quando interveniva l'artiglieria e ritornare in posizione quando il tiro cessava. L'intera operazione aveva causato perdite significative agli attaccanti: la 4ª Divisione perse dal 25 febbraio al 10 marzo 4 075 uomini tra morti e feriti o crollati per la fatica, la 3ª Divisione ne contava 3 563 e la 5ª 4 292.

### D+20–D+36: la fase finale
Le distanze nella sacca di Higashi erano così ridotte che gli statunitensi dovettero rinunciare dapprima al supporto aereo, poi a quello navale e di artiglieria per evitare episodi di fuoco amico, limitandosi, quando non ostacolati dal terreno impervio, ai semicingolati e ai carri Sherman con i loro cannoni da 75 mm. La Task Force 54 venne ritirata dal 7 al 12 marzo, mentre l'11 marzo erano partite le ultime portaerei. Nella sacca di Punta Kitano i caccia P-51 del 15th Fighter Group dovettero sospendere i voli il 14 marzo, quando già da due giorni avevano smesso di sparare i cannoni da 203 mm degli incrociatori pesanti USS Salt Lake City e USS Tuscaloosa; l'artiglieria dei marine con i cannoni da 105 e 155 mm interruppe i tiri il 16 e anche i cacciatorpediniere con i più precisi cannoni da 127 mm, dopo il 17 e fino al 24 marzo spararono solo proiettili illuminanti prima di essere ritirati. I marine risentivano delle perdite e alcuni battaglioni erano ridotti dagli oltre ottocento uomini della forza originale a poco più di trecento, alcuni dei quali erano rimpiazzi inesperti.

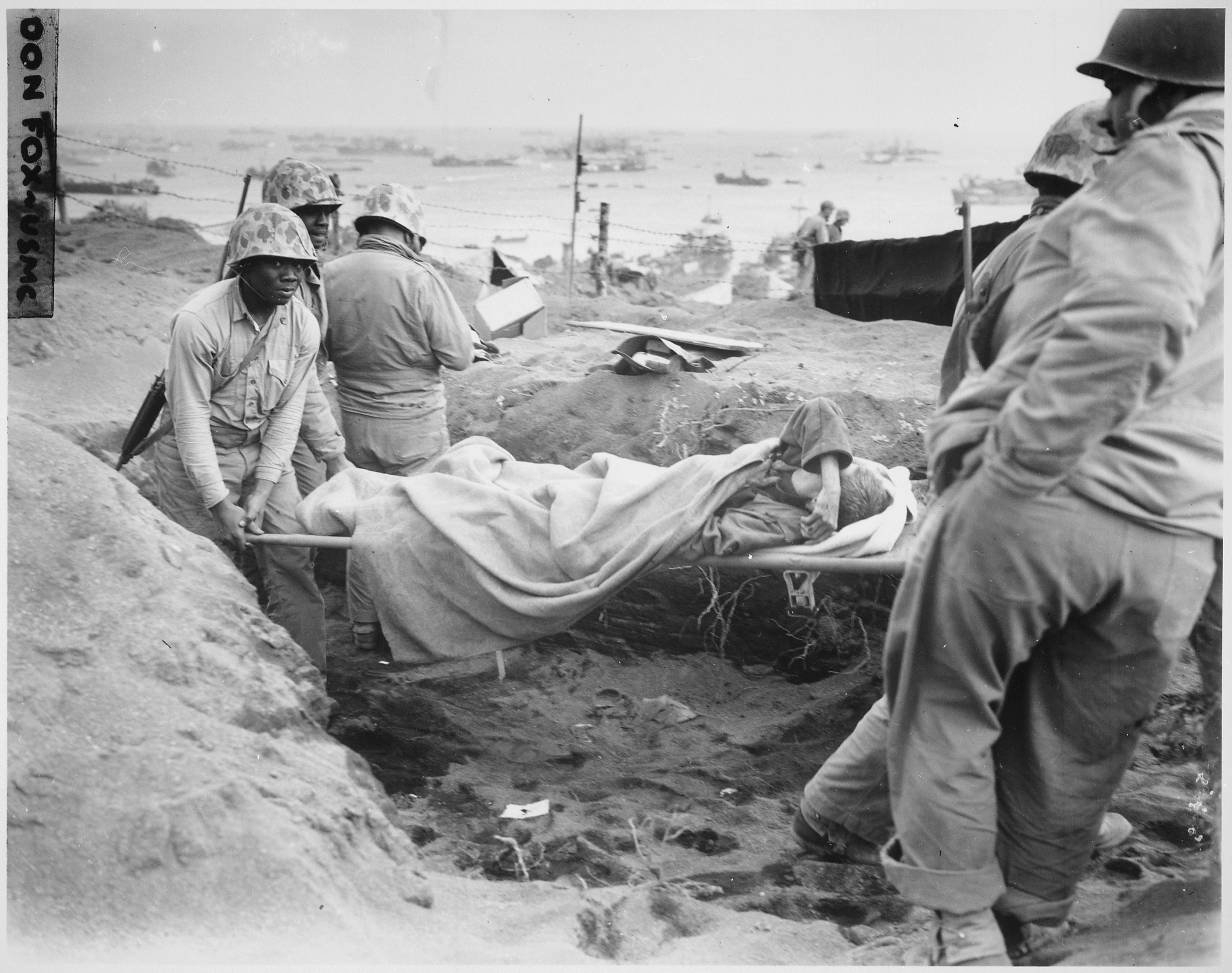
Un prigioniero giapponese viene evacuato per ricevere cure mediche

La sacca di Higashi era difesa dai superstiti della 2ª Brigata mista del generale Senda, che non si arresero nonostante i messaggi diffusi con gli altoparlanti; dopo duri scontri iniziati nel primo pomeriggio dell'11 marzo, la 3ª e 4ª Divisione dichiararono la conquista della sacca alle 10:30 del 16 marzo: il corpo del generale Senda non venne mai ritrovato. Anche la sacca di Cushman, con le sue postazioni difensive realizzate con le torrette dei carri, venne infine espugnata il 16 marzo, ma neppure il corpo del tenente colonnello Nishi fu rinvenuto.
Il 16 marzo, dopo vari giorni senza mostrare cedimento, nei pressi di Punta Kitano rimanevano solo cinquecento giapponesi che avrebbero prolungato la loro resistenza per altri nove giorni. Il 26º e 28º Reggimento, appoggiati dal 5º Battaglione pionieri, procedettero a sopprimere l'ultima resistenza, che però era facilitata dalla natura molto accidentata del terreno, disseminato da varie postazioni annidate nella roccia che si coprivano reciprocamente, le quali spesso andavano distrutte con i tankdozer e i lanciafiamme: il 27º Reggimento, ritirato giorni prima dai combattimenti, fornì aiuto inviando un battaglione composito di 470 uomini. Durante l'avanzata i marine si imbatterono in una struttura a forma di iglù costruita in calcestruzzo armato e supportata da altre postazioni vicine, che si dimostrò impenetrabile dai colpi da 75 mm dei carri e dalle cariche cave da demolizione da circa 20 kg; la struttura venne distrutta il 18 marzo, dopo che le fortificazioni adiacenti erano state neutralizzate da cinque cariche da demolizione per complessivi 4 000 kg di esplosivo. Nuclei di truppe nipponiche continuarono a opporre resistenza nelle tortuose gole circostanti e la 5ª Divisione ricevette supporto da alcuni reparti della 3ª; il 20 marzo essi sferrarono un attacco uccidendo 200 giapponesi e facendo 13 prigionieri. Il 20 o 21 marzo, mentre gli scontri a Punta Kitano si trascinavano, cominciò a sbarcare il 147º Reggimento fanteria dell'esercito, futura guarnigione dell'isola.
Alla sera del 24 marzo i giapponesi presidiavano solo una ristretta zona di circa 45×45 metri che la mattina dopo venne sopraffatta. Particolarmente utile era stata per i giapponesi la polvere da sparo, infume e senza lampo, che usavano normalmente per le armi leggere, perché impediva di stabilire da dove provenisse il fuoco, tanto più se il tiratore era nascosto in grotta con un'angusta feritoia (anche soli 10°). Nonostante i tentativi di guerra psicologica e propaganda fatti anche con i pochissimi prigionieri o con nisei (statunitensi di origine giapponese), i risultati furono deludenti e i superstiti rimasero nascosti in attesa di un'occasione utile per colpire. Kuribayashi era stato promosso generale il 17, ma non è dato sapere se la comunicazione da Chichi-jima lo raggiunse mai; in ogni caso, un messaggio trasmesso il 21 da Iwo Jima recitava: "Non abbiamo mangiato né bevuto da cinque giorni. Ma il nostro spirito combattivo vola ancora alto. Combatteremo valorosamente fino alla fine". L'ultimo messaggio venne trasmesso il 24: "A tutti gli ufficiali e soldati di Chichi Jima, addio".
Verso le 05:15 della notte tra il 25 e il 26 marzo, una forza di trecento giapponesi uscì dalla rete di tunnel a sud e sud-est dall'aeroporto n. 2, lo aggirò da ovest e penetrò silenziosamente in una zona tenuta da unità statunitensi non combattenti. Gli scontri corpo a corpo si fecero subito violenti e piloti dell'esercito, Seabees del 5º Battaglione costruzioni e marine (richiamati dalla prima linea) combatterono fino al mattino, lasciando sul campo circa cento uomini e subendo duecento feriti. I giapponesi ebbero 233 morti, inclusi quaranta ufficiali e sottufficiali anziani riconoscibili dalle katane. Il destino di Kuribayashi è avvolto dal mistero: negli anni le varie fonti ne hanno ipotizzato la caduta nella valle della morte o il suicidio. Suo figlio Taro scrisse in seguito che il padre sarebbe rimasto ucciso proprio nel contrattacco del 25–26 marzo e che il suo corpo venne immediatamente sepolto nel villaggio di Chidori, come da lui espressamente ordinato per evitare la vergogna di far cadere i suoi resti in mano statunitense.
L'operazione fu dichiarata "completata" alle 08:00 del 26 mentre l'isola era stata dichiarata "conquistata" già il 16 alle 18:00 o, stando a un'altra fonte, il 14, con una mossa propagandistica e ipocrita volta a placare i dubbi dell'opinione pubblica sulle continue notizie di lutti che arrivavano dall'isola. La 4ª Divisione aveva già lasciato Iwo Jima il 19 marzo, mentre la 3ª e 5ª Divisione salparono a partire dal 27 dello stesso mese. Nel periodo D+20–D+36 le tre divisioni dei Marine soffrirono 3 885 perdite totali. Dal 24 marzo le competenze dei Marine iniziarono a passare al 147º Reggimento che si occupò del rastrellamento finale: tra aprile e maggio totalizzò 867 giapponesi prigionieri e 1 602 uccisi.

## Conseguenze

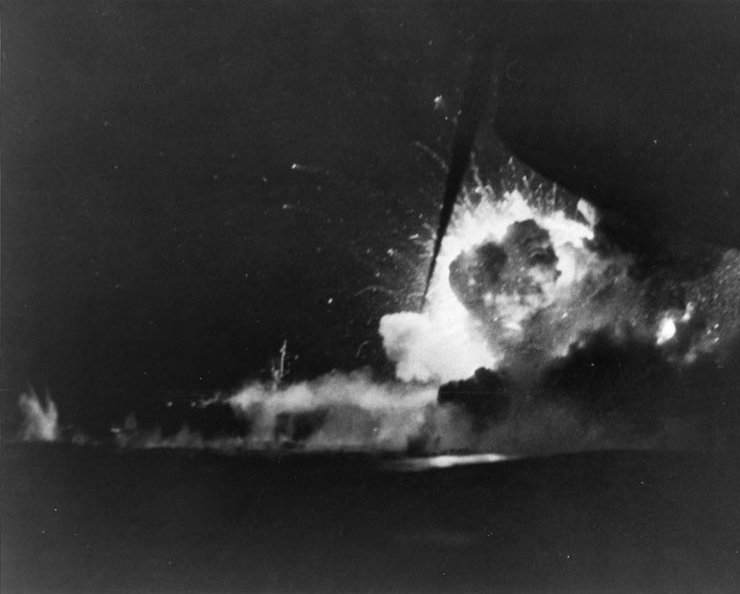
La portaerei Bismarck Sea esplode, colpita da un kamikaze

Dei 20 500/21 000 giapponesi di stanza sull'isola, ne perirono dai 17 845 ai 18 375 e ne furono catturati 1 083, considerando i 216 presi durante la battaglia e gli 867 rastrellati dall'esercito dopo la fine delle operazioni. A seconda delle fonti, il Corpo dei Marine soffrì dalle 23 000 alle 26 000 perdite (25 851 per la precisione), di cui 5 885, 5 931 o 6 821 morti. La marina ebbe circa 620/900 morti e 1 945 feriti. Le perdite dell'esercito furono di gran lunga minori: 9 morti e 28 feriti. Dei feriti, meno del 9% poté ritornare al fronte prima della fine della guerra. Iwo Jima fu l'unico episodio della campagna di riconquista del Pacifico in cui gli Stati Uniti soffrirono più perdite del Giappone. Le alte perdite subite dal V Corpo anfibio comportarono la cancellazione, in aprile, della progettata operazione da attuarsi dopo la caduta di Okinawa, la presa dell'isola di Miyakojima. Furono ventisette i militari statunitensi insigniti della Medal of Honor, la più alta decorazione concessa dal governo statunitense: ventidue ai marine (più del 25% del totale delle Medal of Honor concesse ai marine nel corso dell'intera guerra) e cinque ad appartenenti alla marina.
Oltre alla portaerei di scorta USS Bismarck Sea affondata dai giapponesi, l'imperizia dei molti equipaggi scarsamente addestrati causò danni a trentasei navi o grossi mezzi da sbarco per collisioni o contatti mentre erano affiancati tra il 16 febbraio e il 6 marzo 1945; altre undici imbarcazioni subirono danni a causa delle cattive condizioni meteorologiche.
Rimane controversa l'utilità della conquista dell'isola. Gli Stati Uniti giustificarono l'importanza strategica di Iwo Jima perché base idonea al rifornimento dei bombardieri in rotta o di ritorno dal Giappone: il generale Smith sottolineò che già durante la battaglia quaranta velivoli erano atterrati in emergenza sulle piste e che in seguito, fino alla fine della guerra, altri 1 449 B-29 (15 939 uomini) atterrarono a Iwo Jima. Puntualizzò, inoltre, che il possesso della base significò altri 2 500 chili di peso utilizzabile per i bombardieri in ordigni, carburante e un forte aumento dei fattori di sicurezza. Secondo altre fonti, i B-29 atterrati durante e dopo la battaglia sarebbero stati addirittura 2 251. Anche lo storico francese Bernard Millot afferma che l'occupazione di Iwo Jima rivestì grande importanza sia per le future operazioni contro l'isola di Okinawa, sia per gli stormi di bombardieri diretti sulle città nipponiche, ai quali si aggregava una scorta di caccia che contribuì a contenere le perdite dovute alla difesa giapponese. Per diverse ragioni tecniche, secondo un giornalista, tali scorte si rivelarono superflue o impraticabili e solo dieci missioni furono compiute effettivamente partendo dall'isola.
Il bilancio delle perdite statunitensi a Iwo Jima, assieme a quello ancora più gravoso della battaglia di Okinawa, fu tenuto in conto nelle proiezioni relative all'invasione del Giappone: dal 1º gennaio 1945 al 31 luglio si erano avute 12 750 morti al mese e le perdite ipotizzate furono tali che il presidente Harry S. Truman (subentrato il 12 aprile 1945 al defunto Roosevelt) valutò tra le opzioni di attacco al Giappone l'uso della bomba atomica, con l'obiettivo di diminuire le probabili vittime statunitensi. La decisione avrebbe suscitato nel futuro un forte dibattito storiografico.

## Il campo di battaglia oggi
Il 19 febbraio 1985 fu tenuta la cosiddetta "Riunione d'onore" o "Riunione del valore" per ricordare il quarantesimo anniversario della battaglia: vi parteciparono i reduci di entrambi gli schieramenti che combatterono a Iwo Jima e le rispettive famiglie, per un totale di circa quattrocento persone. L'evento si svolse sulla spiaggia meridionale teatro dello sbarco statunitense. Sulle alture di fronte alla costa fu eretta una lapide decorata e con incisa sopra una dedica commemorativa sia in lingua giapponese sia in inglese:
19 febbraio 1985
Associazione della III, IV e V divisione:
UMSC e Associazione di Iwo Jima»
Dopo la cerimonia di scoprimento e la deposizione di fiori, i veterani si avvicinarono al monumento stringendosi la mano commossi, abbandonando l'iniziale e comprensibile atteggiamento timido o diffidente e mescolandosi tra loro, come poi fecero anche le loro famiglie.

## Intitolazioni
La United States Navy ha dedicato tre navi alla battaglia:
- USS Iwo Jima (CV-46) doveva essere una portaerei della classe Ticonderoga, ma la costruzione venne cancellata nell'agosto 1945;
- USS Iwo Jima (LPH-2), capoclasse della classe Iwo Jima di navi da assalto anfibio, in servizio dal 1961 al 1993;
- USS Iwo Jima (LHD-7), nave da assalto anfibio della classe Wasp entrata in servizio nel 2001.

## Nella cultura di massa

### Cinematografia
- To the Shores of Iwo Jima, film-documentario statunitense del 1945 prodotto da United States Navy, Marine Corps e Guardia costiera statunitense;
- Glamour Gal, film del 1945 sull'artiglieria dei marine;
- Iwo Jima, deserto di fuoco (Sands of Iwo Jima), film del 1949 con protagonista John Wayne;
- Il sesto eroe (The Outsider), film del 1961 con protagonista Tony Curtis[179];
- L'episodio 23 dal documentario televisivo del 1973 della Thames Television The World at War;
- Flags of Our Fathers e Lettere da Iwo Jima, due film del 2006 diretti da Clint Eastwood;
- Battle Rats: Iwo Jima, film tv del 2009;
- La puntata 8 della miniserie del 2010 prodotta dalla HBO The Pacific, prodotta da Tom Hanks e Steven Spielberg;
- The League of Grateful Sons, documentario della Vision Forum.

### Videogiochi
- Iwo Jima, strategico a turni per Commodore 64 e Sinclair ZX Spectrum (1986);
- WWII: Iwo Jima, videogioco d'azione per Microsoft Windows (2001);
- World War II Combat: Iwo Jima, videogioco d'azione per Windows e Xbox (2006);[180]
- Battlefield V